# Liste de rivières de France

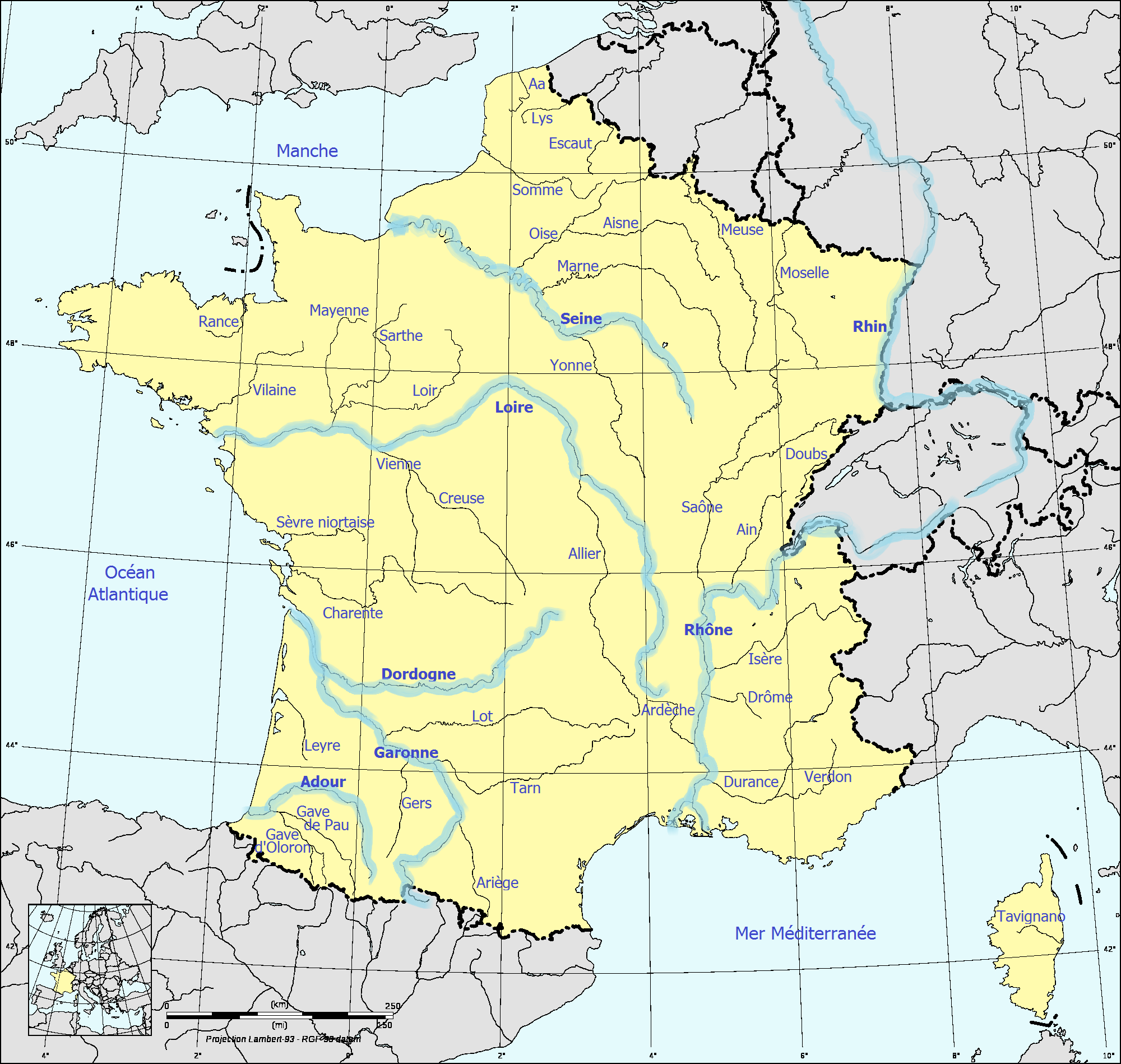
Carte de France présentant les principaux fleuves et rivières.

Cette liste non exhaustive recense les rivières de France, par ordre alphabétique. Elle ne recense pas les fleuves, qui font l'objet d'une liste séparée, ni les ruisseaux.
La répartition se base sur la définition du dictionnaire Larousse, qualifiant de « fleuve » un « cours d'eau finissant dans la mer et souvent formé par la réunion d'un certain nombre de rivières », ce qui exclut de très longues rivières ne se jetant pas dans la mer. Cette liste ne les classe pas par longueur, ce qui est l'objet d'une liste spécifique, fleuves et rivières confondus.

## Méthodologie
Cette liste répertorie les rivières qui coulent au moins partiellement en France. Par rivière, on entend ici un cours d'eau qui se jette dans un autre (par opposition à un fleuve qui se jette dans la mer ou l'océan).
Entre parenthèses est indiqué le cours d'eau dans lequel chaque rivière se jette.

## Liste
- Haut – A
- B
- C
- D
- E
- F
- G
- H
- I
- J
- K
- L
- M
- N
- O
- P
- Q
- R
- S
- T
- U
- V
- W
- X
- Y
- Z

### A

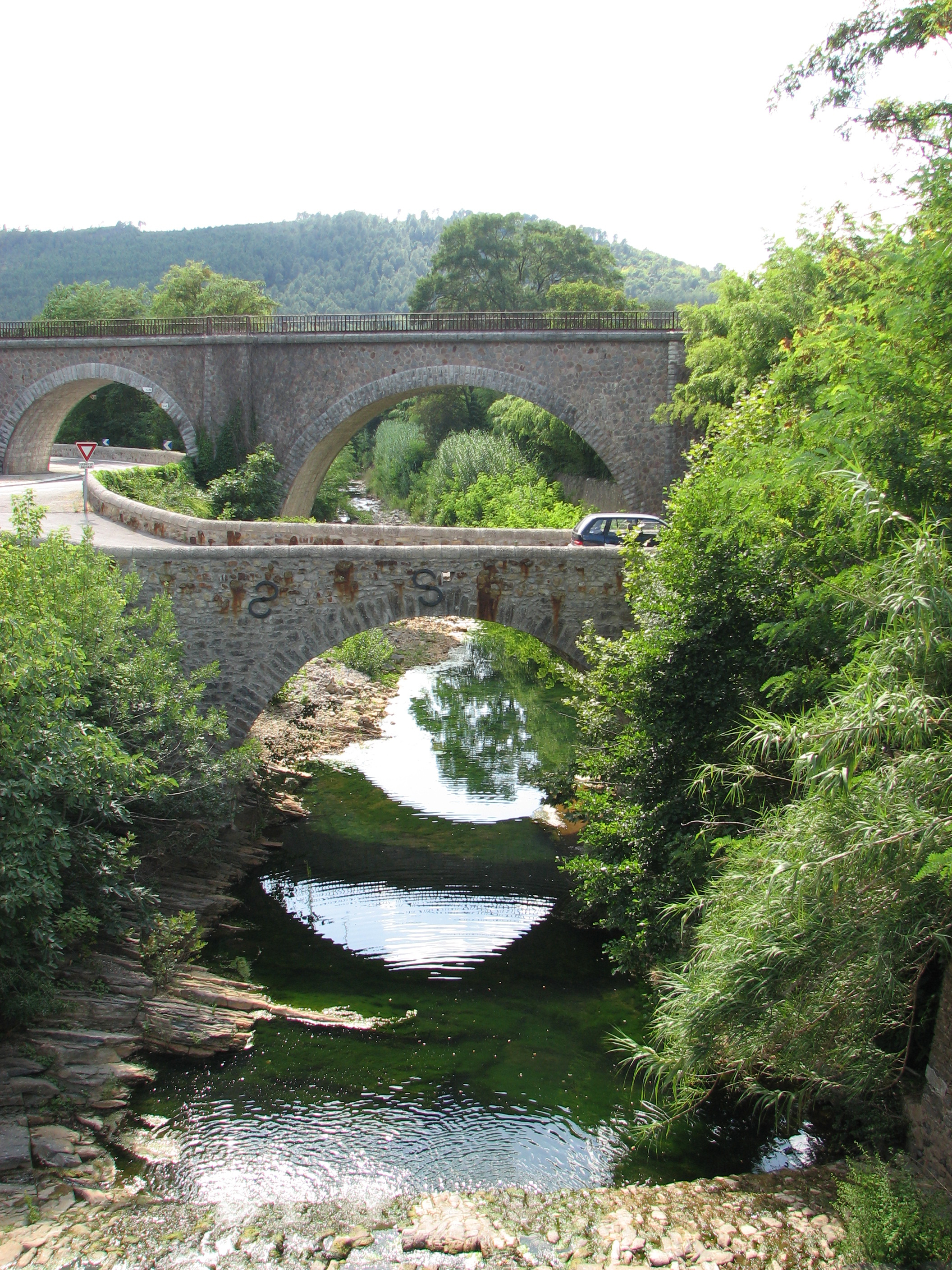
L'Amous, près de la bambouseraie d'Anduze.

- Abloux (Anglin)
- Acheneau (Loire)
- Acolin (Loire)
- Aër (Ellé)
- Aff (Oust)
- Agout (Tarn)
- Agron (Aire)
- Ailette (Oise)
- Aille (Argens)
- Ain (Rhône)
- Ainan (Guiers)
- Aire (Aisne)
- Airin (Yèvre)
- Airon (Sélune)
- Aisne (Mayenne)
- Aisne (Oise)
- Aixette (Vienne)
- Alagnon (Allier)
- Albarine (Ain)
- Albe (Sarre)
- Alène (Aron)
- Allaine ou Allan (Doubs)
- Allier (Loire)
- Allière (Vire)
- Allondon (Rhône)
- Almont (Seine)
- Alzette (Sûre)
- Alzon (Gard)
- Amance (Saône)
- Amous (Gardon d'Anduze)
- Ance (Loire)
- Ancre (Somme)
- Andelle (Seine)
- Andelot (Allier)
- Andlau (Ill)
- Andon (Meuse)
- Ange (Oignin)
- Anglin (Gartempe)
- Anguison (Yonne)
- Ante (Aisne)
- Antenne (Charente)
- Apance (Saône)
- Aquiaulne (Loire)
- Arc (Isère)
- Arconce (Loire)
- Ardèche (Rhône)
- Ardière (Saône)
- Ardour (Gartempe)
- Ardre (Vesle)
- Argenton (Thouet)
- Argonce (Sélune)
- Ariège (Garonne)
- Arize (Garonne)
- Arly (Isère)
- Armalause (Eygues)
- Armance (Armançon)
- Armançon (Yonne)
- Arn (Thoré)
- Arnon (Cher)
- Arnoult (Charente)
- Aroffe (Meuse)
- Aron (Loire)
- Aron (Mayenne)
- Aronde (Oise)
- Arrats (Garonne)
- Arré (Brêche)
- Arros (Adour)
- Arroux (Loire)
- Artuby (Verdon)
- Arvan (Arc)
- Arve (Rhône)
- Arz (Oust)
- Asco (Golo)
- Asse (Durance)
- Aube (Seine)
- Aubetin (Grand Morin)
- Aubois (Loire)
- Audeux (Sesserant)
- Augronne (Semouse)
- Aujon (Aube)
- Aumance (Cher)
- Aunette (Nonette)
- Aure (Vire)
- Aurence (Vienne)
- Auron (Yèvre)
- Auroue (Garonne)
- Aussoue (Save)
- Authion (Loire)
- Authre (Cère)
- Autize (Sèvre Niortaise)
- Automne (Oise)
- Auve (Aisne)
- Auvézère (Isle)
- Auvignon (Garonne)
- Auxance (Clain)
- Auxois (Yonne)
- Auze (Dordogne)
- Auzon (Aube)
- Auzon (Sorgue)
- Auzoue (Gélise)
- Avance (Garonne)
- Aveyron (Loing)
- Aveyron (Tarn)
- Avre (Eure)
- Avre (Somme)
- Azergues (Saône)

### B

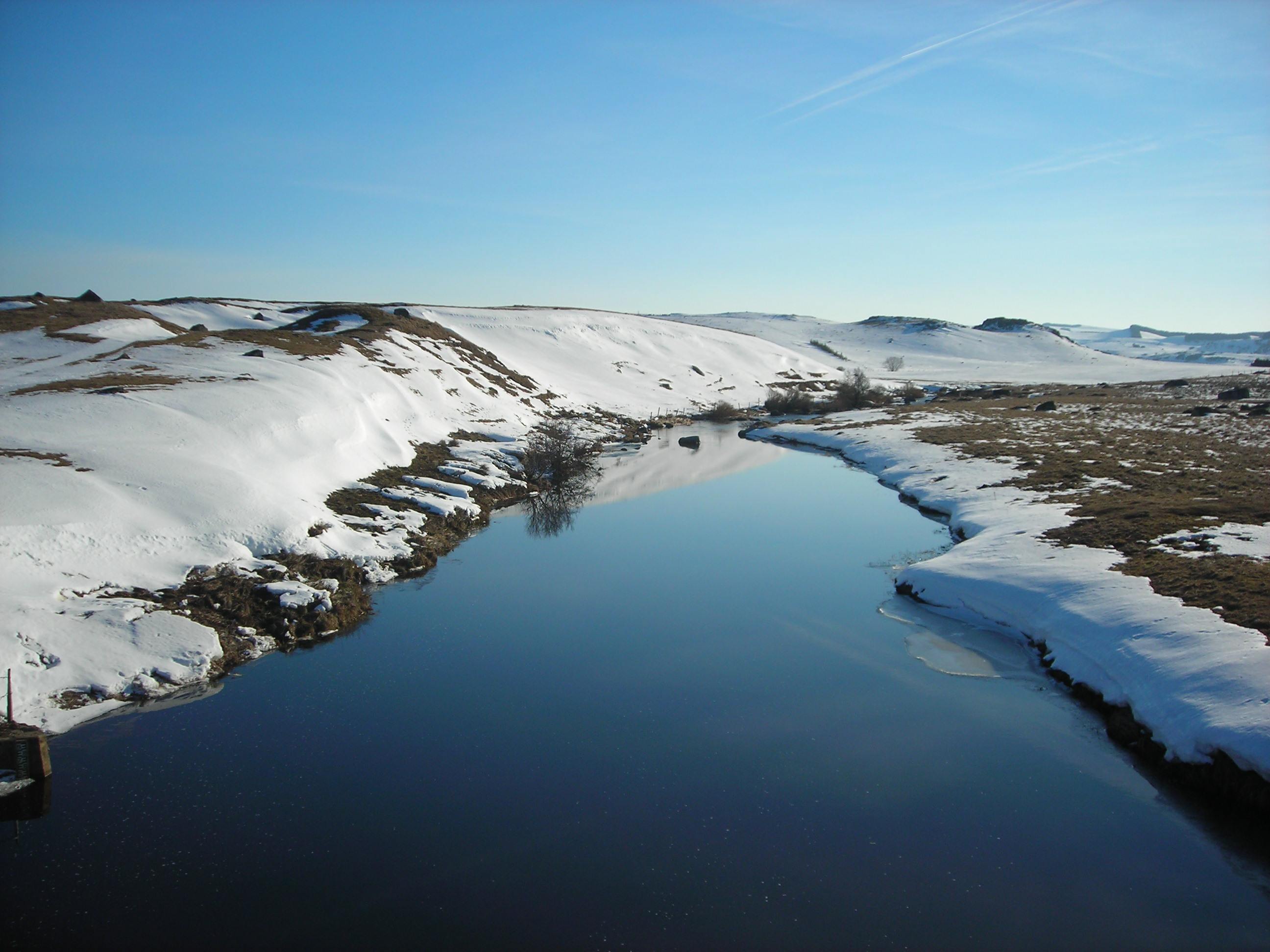
Le Bès sur le plateau de l'Aubrac (Lozère).

- Baïse (Garonne)
- Baïsole (Baïse)
- Baize (Orne)
- Bandiat (Tardoire)
- Bar (Meuse)
- Barbuise (Aube)
- Barguelonne (Garonne)
- Barguelonnette (Barguelonne)
- Barse (Seine)
- Bayon ou Bayeux (Arc)
- Beaume (Ardèche)
- Beauze (Creuse)
- Benaize (Anglin)
- Bénovie (Vidourle)
- Bernesse (Save)
- Béronnelle (Brêche)
- Bertrande (Etze)
- Bès (Truyère)
- Besbre (Loire)
- Béthune (Arques)
- Beuvron (Loire)
- Beuvron (Sélune)
- Beuvron (Yonne)
- Beuvronne (Marne)
- Bèze (Saône)
- Biaysse (Durance)
- Bidouze (Adour)
- Bienne (Ain)
- Biesme (Aisne)
- Bièvre (Seine)
- Bièvre (Rhône)
- Bionne (canal d'Orléans)
- Bionne (Aisne)
- Biourière (Colagne)
- Blaise (Eure)
- Blaise (Marne)
- Bléone (Durance)
- Blies (Sarre)
- Boëme (Charente)
- Boivre (Clain)
- Bonne (Drac)
- Bonnieure (Charente)
- Bono (Auray)
- Boralde Flaujaguèse (Lot)
- Borne (Arve)
- Borne (Chassezac)
- Borne (Loire)
- Bouble (Sioule)
- Bouès (Arros)
- Bouleure (Dive du Sud)
- Boulogne (Lac de Grand-Lieu)
- Bourbeuse (Allaine)
- Bourbince (Arroux)
- Bourbre (Rhône)
- Bourdic (Gardon)
- Bouret (Boudigau)
- Bourne (Isère)
- Boutonne (Charente)
- Bouzanne (Creuse)
- Bradascou (Vézère)
- Braize (Sée)
- Brame (Gartempe)
- Bras de Bronne (Canche)
- Braye (Loir)
- Brêche (Oise)
- Brême (Loue)
- Brenne (Armançon)
- Brenne (Cisse)
- Brenne (Seille)
- Brestalou (Vidourle)
- Breuchin (Lanterne)
- Brévogne (Vire)
- Brezons (Truyère)
- Brézou (Vézère)
- Briance (Vienne)
- Brionneau (Maine)
- Brivet (Loire)
- Bromme (Truyère)
- Bruche (Ill)
- Bruxenelle (Saulx)
- Buëch (Durance)

### C

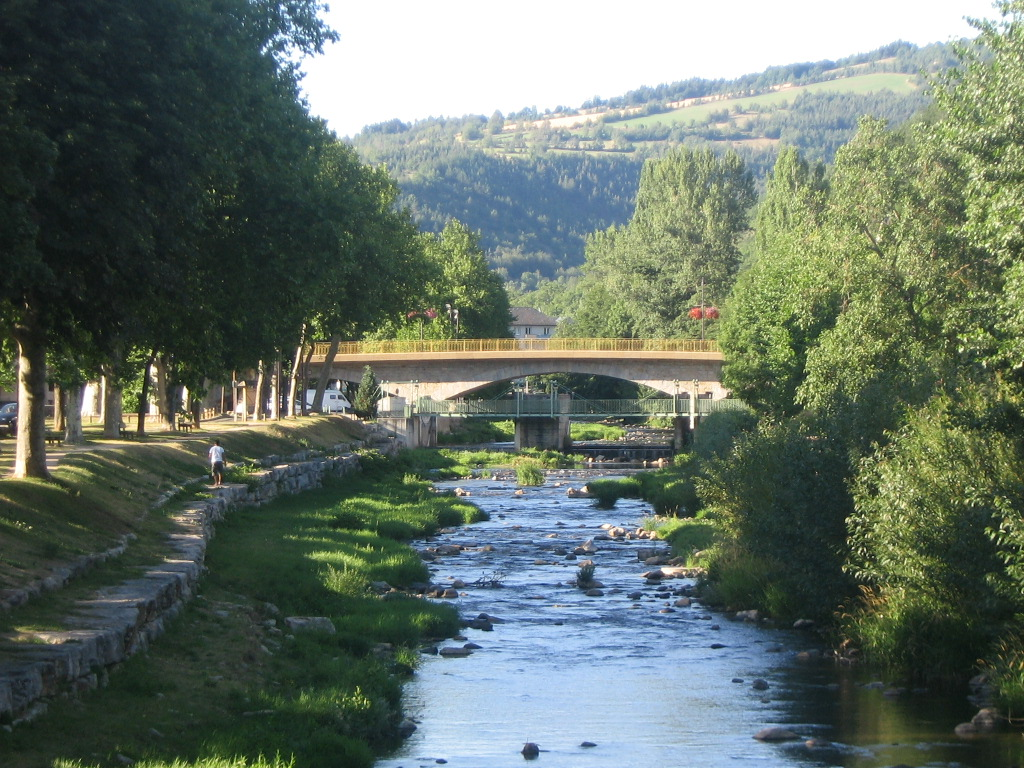
La Colagne à Marvejols (Lozère).

- Cailly (Seine)
- Calavon ou Coulon (Durance)
- Cambre (Airon)
- Cance (Orne)
- Cance (Rhône)
- Cance (Sélune)
- Canche (Celle)
- Canne (Aron)
- Cantache (Vilaine)
- Caramy (Argens)
- Cauron (Argens)
- Cause ou Infernet (Arc)
- Cazine (Sédelle)
- Célé (Lot)
- Celle (Arroux)
- Céor (Viaur)
- Céou (Dordogne)
- Cère (Dordogne)
- Cérou (Aveyron)
- Cesse (Aude)
- Cèze (Rhône)
- Chalaronne (Saône)
- Chalaux (Cure)
- Chantereine (Marne)
- Chapeauroux (Allier)
- Charentonne (Risle)
- Charonne (Guenelle)
- Chasse (Verdon)
- Chassezac (Ardèche)
- Chat Cros (Tardes)
- Chavanon (Dordogne)
- Chée (Saulx)
- Cher (Loire)
- Chéran (Fier)
- Chère (Vilaine)
- Chiers (Meuse)
- Choisille (Loire)
- Ciron (Garonne)
- Cisse (Loire)
- Claie (Oust)
- Clain (Vienne)
- Claise (Creuse)
- Clarée (Durance)
- Clarence (Lys)
- Cligneux (Sambre)
- Clouère (Clain)
- Coinon (Eure)
- Coise (Loire)
- Colagne (Lot)
- Côle (Dronne)
- Colmont (Mayenne)
- Colombine (Durgeon)
- Combade (Vienne)
- Combeauté (Semouse)
- Côney (Saône)
- Conie (Loir)
- Conroy (Orne)
- Coole (Marne)
- Corrèze (Vézère)
- Cosson (Beuvron)
- Couarde (Vauvre)
- Couasnon (Authion)
- Coulazou (Mosson)
- Cousances (Aire)
- Cousin (Cure)
- Couze Chambon (Allier)
- Couze Pavin (Allier)
- Credogne (Dore)
- Creuse (Vienne)
- Crieulon (Vidourle)
- Crise (Aisne)
- Croult (canal Saint-Denis)
- Crueize (Colagne)
- Crusnes (Chiers)
- Cuisance (Loue)
- Cusancin (Doubs)
- Cure (Yonne)

### D
- Dadalouze (Corrèze)
- Dadou (Agout)
- Dan (Orne)
- Dathée (Virène)
- Dessoubre (Doubs)
- Deûle (Lys)
- Dheune (Saône)
- Diane (Noireau)
- Diège (Dordogne)
- Diège (Lot)
- Dive (Thouet)
- Dive du Sud (Clain)
- Divette (Oise)
- Doire (Bertrande)
- Doller (Ill)
- Don (Orne)
- Don (Vilaine)
- Dore (Allier)
- Dormoise (Aisne)
- Doron de Beaufort (Arly)
- Doron de Bozel (Isère)
- Doron des Allues (Doron de Bozel)
- Doubs (Saône)
- Douce (Savoureuse)
- Doueff (Yvel)
- Dourbie (Tarn)
- Dourdou de Conques (Lot)
- Dourdou de Camarès (Tarn)
- Doustre (Dordogne)
- Doux (Rhône)
- Douze (Midouze)
- Drac (Isère)

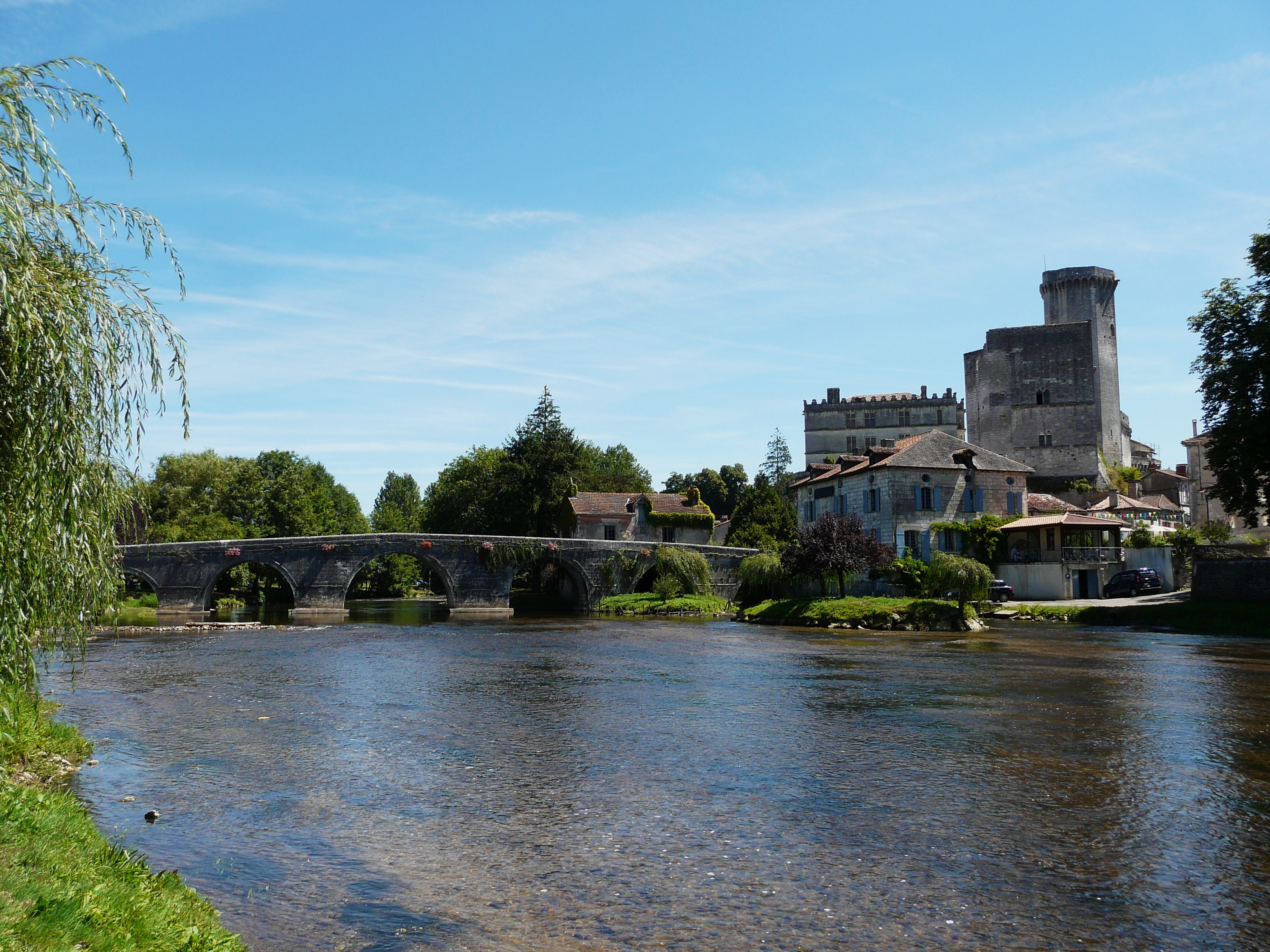
La Dronne à Bourdeilles.

- Drac Blanc (ou Drac de Champoléon) (Drac)
- Dragne (Aron)
- Dranse (Léman)
- Drôme (Aure)
- Drôme (Vire)
- Drôme (Rhône)
- Dronne (Isle)
- Dropt (Garonne)
- Droude (Gard)
- Drouette (Eure)
- Druance (Noireau)
- Drugeon (Doubs)
- Druyes (Yonne)
- Durance (Rhône)
- Durgeon (Saône)

### E

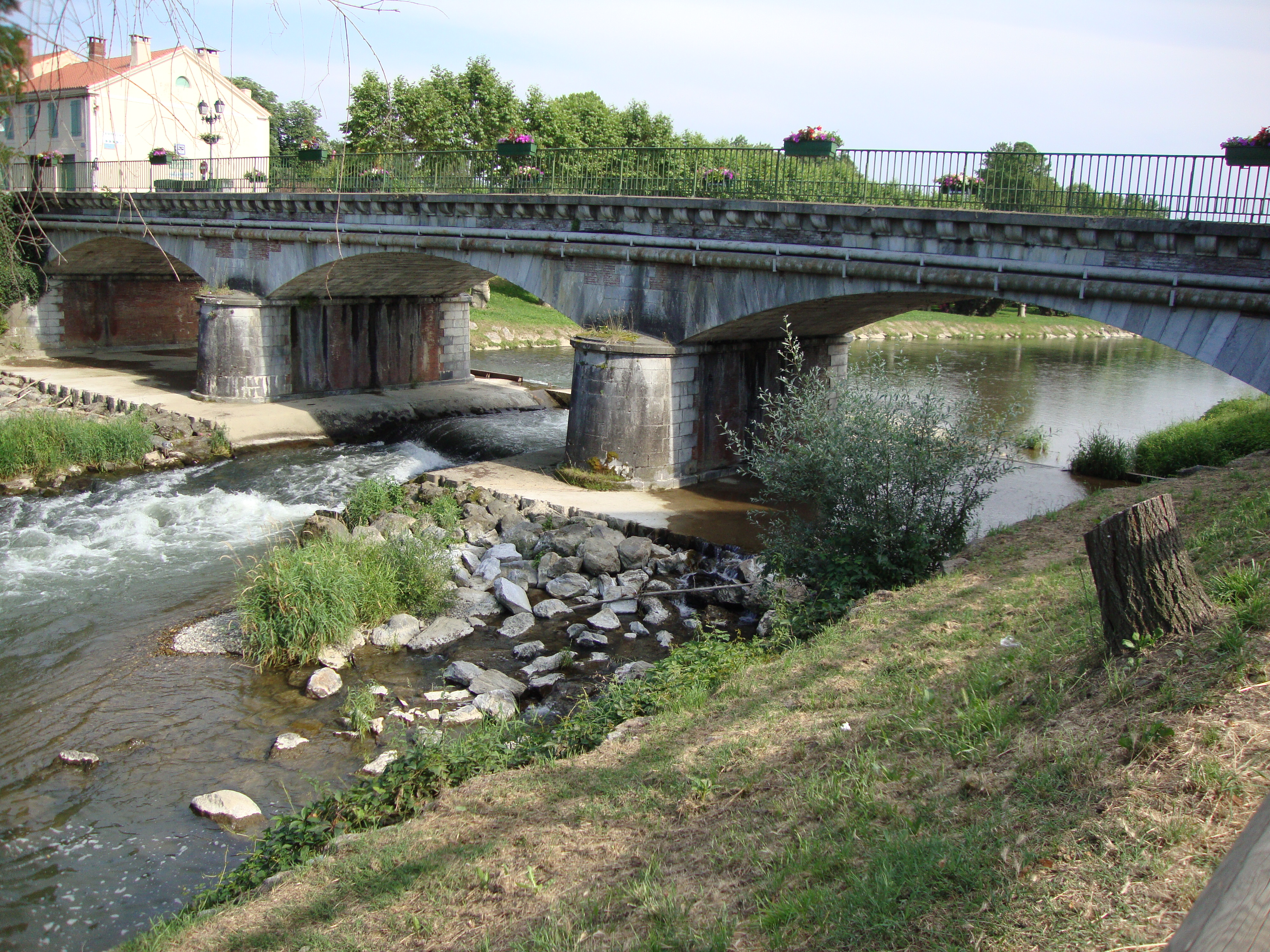
L'Échez à Maubourguet.

- Eau Blanche (Garonne)
- Eau Bourde (Garonne)
- Eau d'Olle (Romanche)
- Eau Salée (Argens)
- Écaillon (Escaut)
- Échandon (Indre)
- Échez (Adour)
- Egvonne (Loir)
- Eichel (Sarre)
- Elle (Vézère)
- Elle (Vire)
- Epte (Seine)
- Erdre (Loire)
- Ernée (Mayenne)
- Erve (Sarthe)
- Esch (Moselle)
- Esches (Oise)
- Esque (Aure)
- Essonne (Seine)
- Estampon (Douze)
- Estéron (Var)
- Etze (Maronne)
- Eure (Seine)
- Ével (Blavet)
- Èvre (Loire)
- Eygues (Rhône)
- Eyrieux (Rhône)
- Èze (Durance)

### F

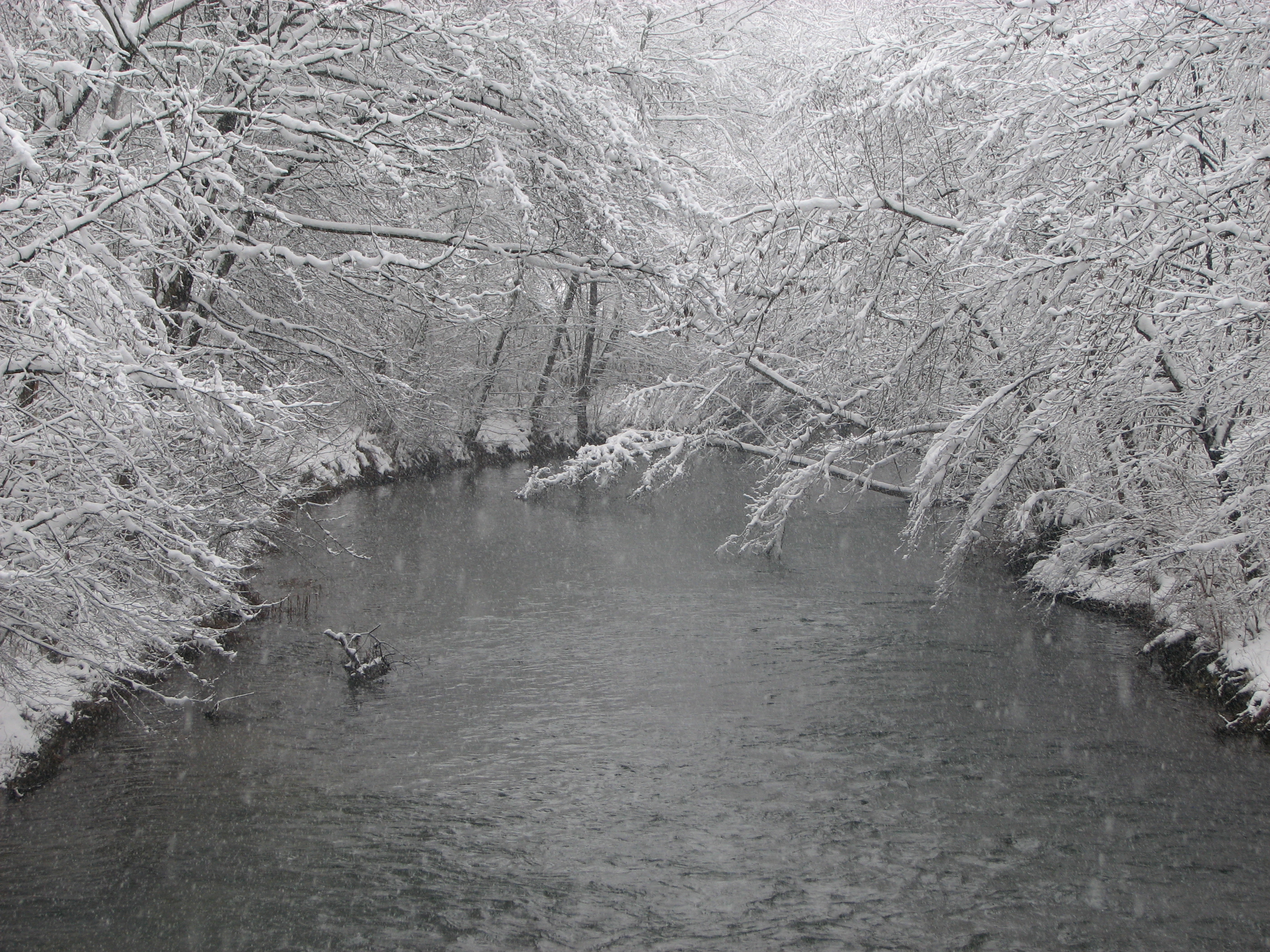
Le Furans à Arbignieu.

- Fecht (Ill)
- Fenioux (Sèvre Niortaise)
- Fensch (Moselle)
- Ferrand (Romanche)
- Feuillade (Vienne)
- Fier (Rhône)
- Fil de Gorges (Douve)
- Fion (Marne)
- Flamenne (Sambre)
- Flûme (Vilaine)
- Foivre (Aisne)
- Fouzon (Cher)
- Fresquel (Aude)
- Furan (Loire)
- Furans (Rhône)
- Fure (Morge)
- Furon (Isère)
- Fusain (Loing)

### G

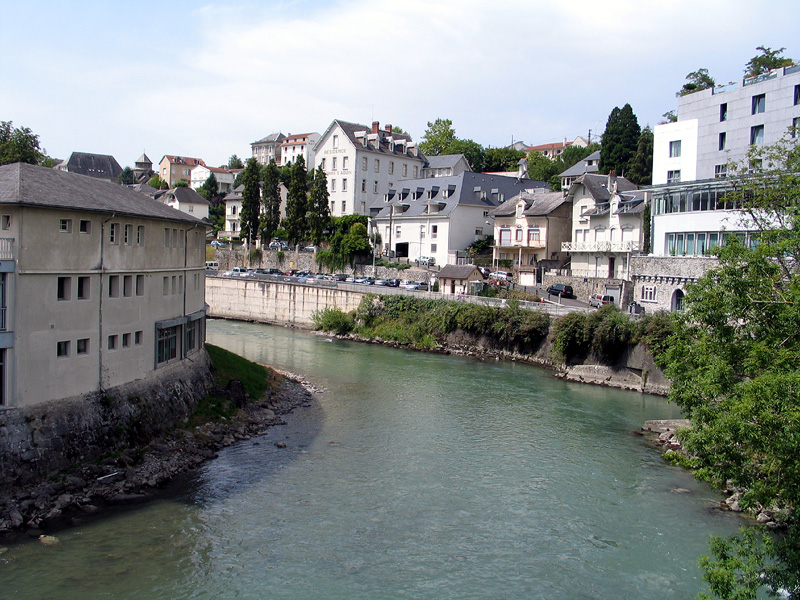
Le Gave de Pau à Lourdes.

- Gabas (Adour)
- Galaure (Rhône)
- Garbet (Salat)
- Gard (Rhône)
- Gardon d'Alès (Gard)
- Gardon d'Anduze (Gard)
- Gartempe (Creuse)
- Gave d'Aspe (Gave d'Oloron)
- Gave de Pau (Gaves réunis)
- Gave d'Oloron (Gaves réunis)
- Gave d'Ossau (Gave d'Oloron)
- Gélise (Baïse)
- Gères (Devise)
- Gers (Garonne)
- Gesse (Save)
- Gier (Rhône)
- Giessen (Ill)
- Giffre (Arve)
- Gijou (Agout)
- Gimone (Garonne)
- Girou (Hers-Mort)
- Gizia (Solnan)
- Gland (Doubs)
- Gland (Oise)
- Gland (Rhône)
- Gloire (Douve)
- Gondoire (Marne)
- Gosne (Taurion)
- Goul (Truyère)
- Gourgeonne (Saône)
- Grand Morin (Marne)
- Grande Thonaise (Petite Thonaise)
- Gravona (Prunelli)
- Gresse (Drac)
- Gros-Léez ou Léez (Adour)
- Grosne (Saône)
- Guenelle (Marne)
- Guerge (Couesnon)
- Guiers (Rhône)
- Guil (Durance)
- Guisane (Durance)

### H
- Hallue (Somme)
- Helpe Majeure (Sambre)
- Helpe Mineure (Sambre)
- Hem (Aa)
- Herbissonne (Aube)
- Hérisson (Ain)
- Hers-Mort ou Hers (Garonne)

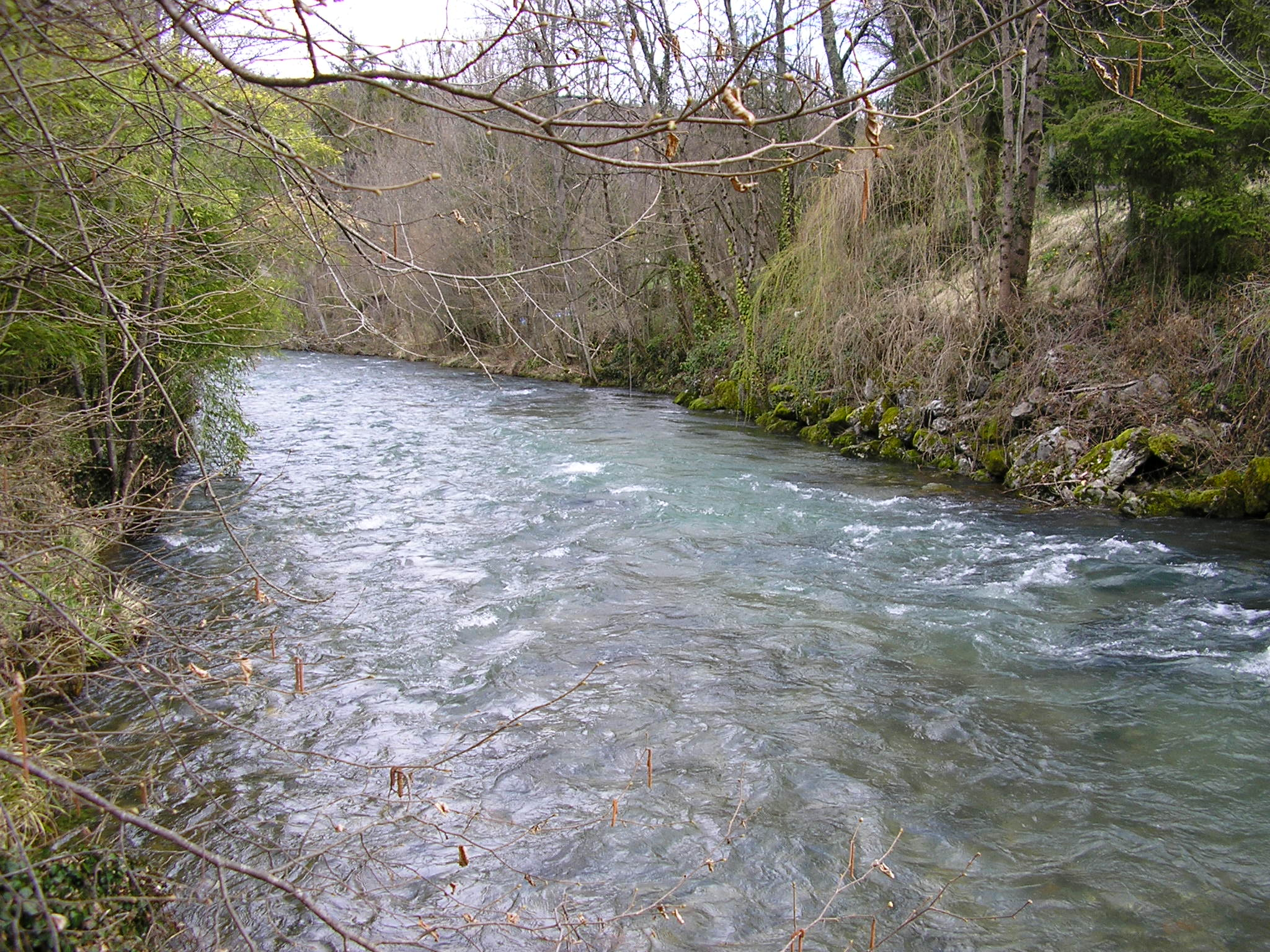
L'Hers-Vif à Bélesta.

- Hers-Vif ou Grand Hers, ou Hers (Ariège)
- Houille (Meuse)
- Houssière (Yonne)
- Hozain (Seine)
- Huisne (Sarthe)
- Huitrelle (Aube)
- Hyrôme (Layon)

### I

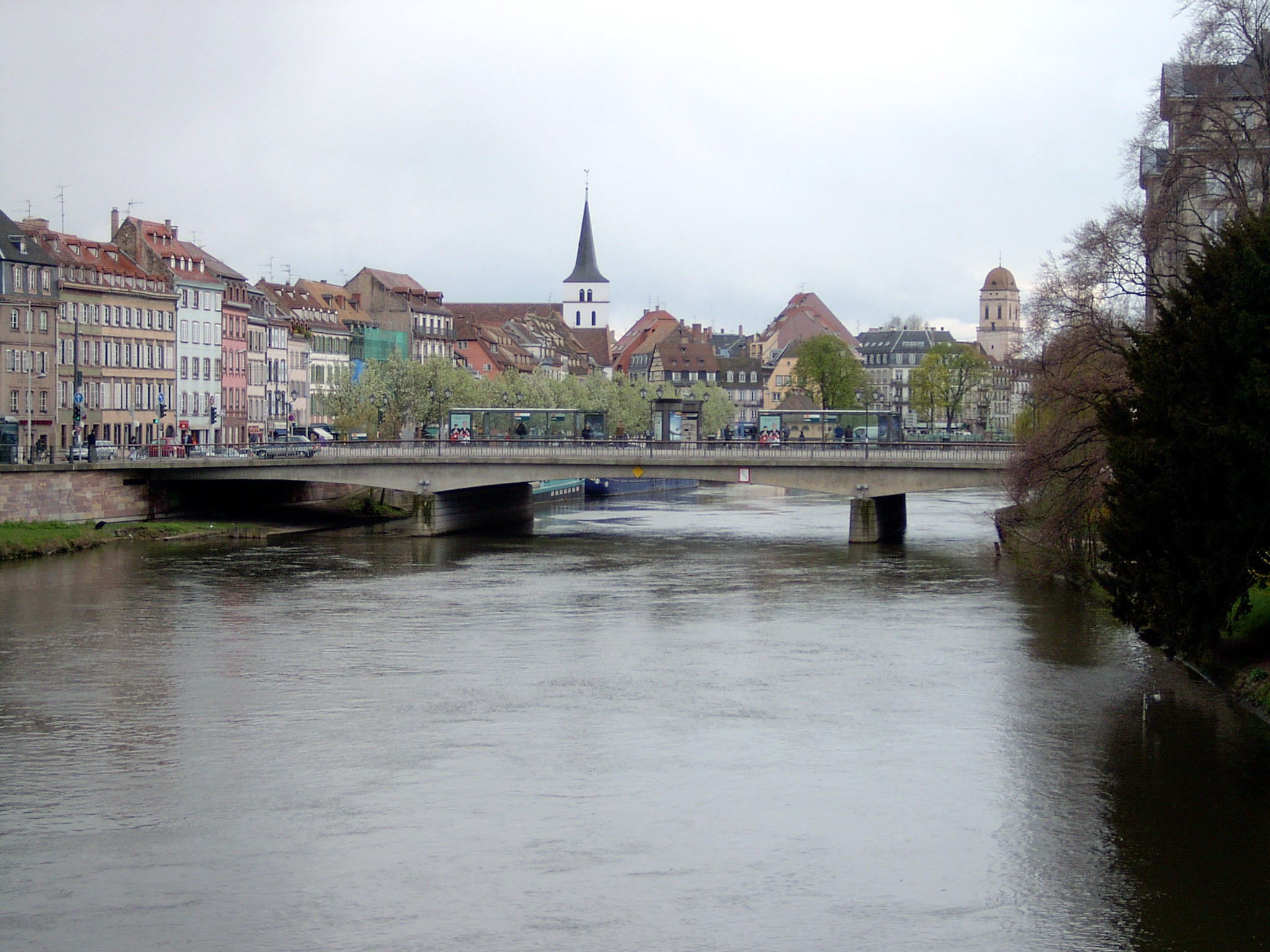
L'Ill à Strasbourg.

- Ill (Rhin)
- Ille (Vilaine)
- Inam (Ellé)
- Indre (Loire)
- Indrois (Indre)
- Isac (Vilaine)
- Isch (Sarre)
- Isère (Rhône)
- Isle (Dordogne)
- Isole (Ellé)
- Issole (Caramy)
- Issole (Verdon)
- Iton (Eure)
- Ixeure (Loire)

### J

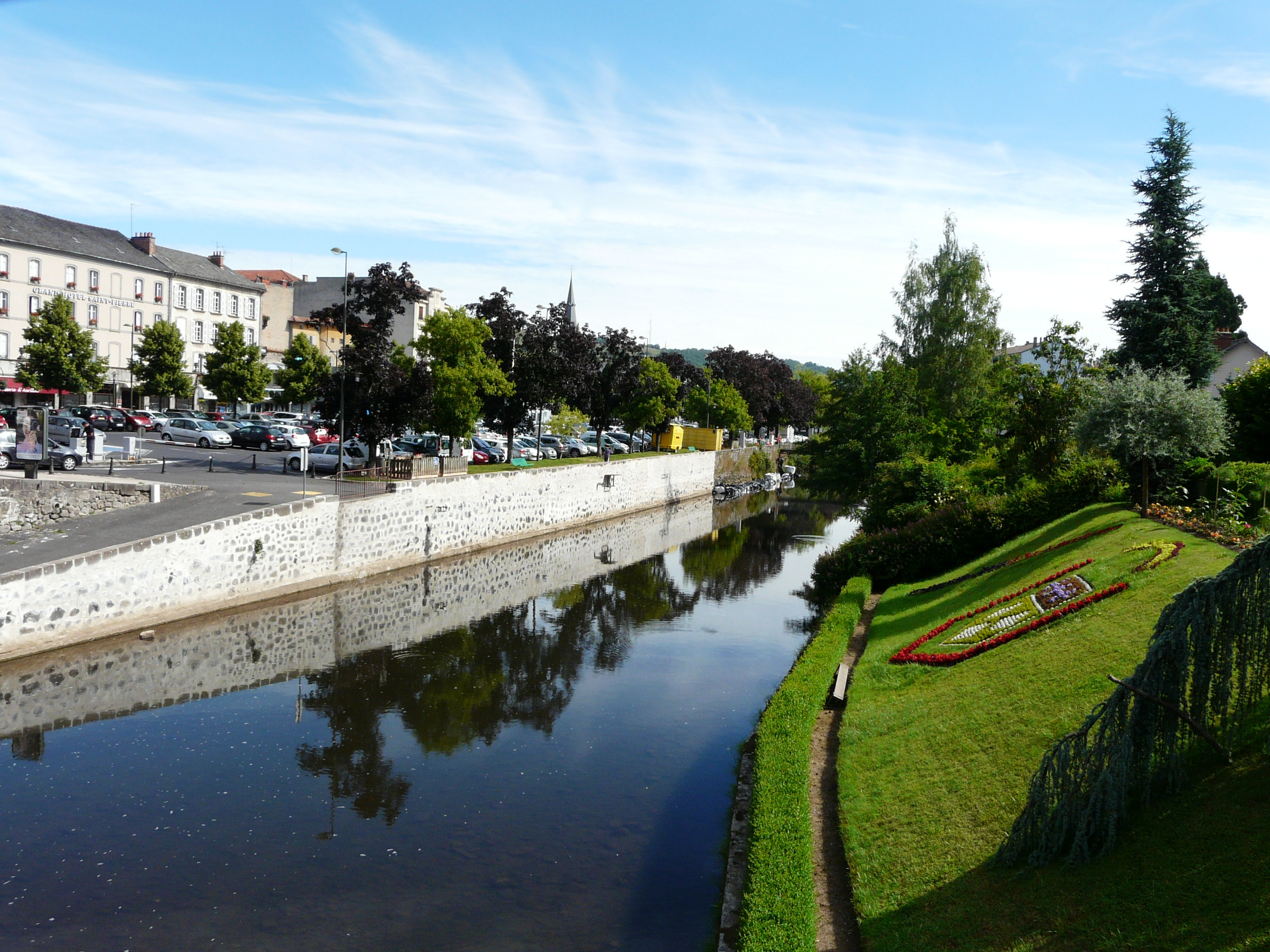
La Jordanne à Aurillac.

- Jamagne (Vologne)
- Jarret (Huveaune)
- Jeu (Layon)
- Jouanne (Mayenne)
- Joigne (Vire)
- Jordanne (Cère)
- Juine (Essonne)

### K
- Kirneck (Andlau)

### L

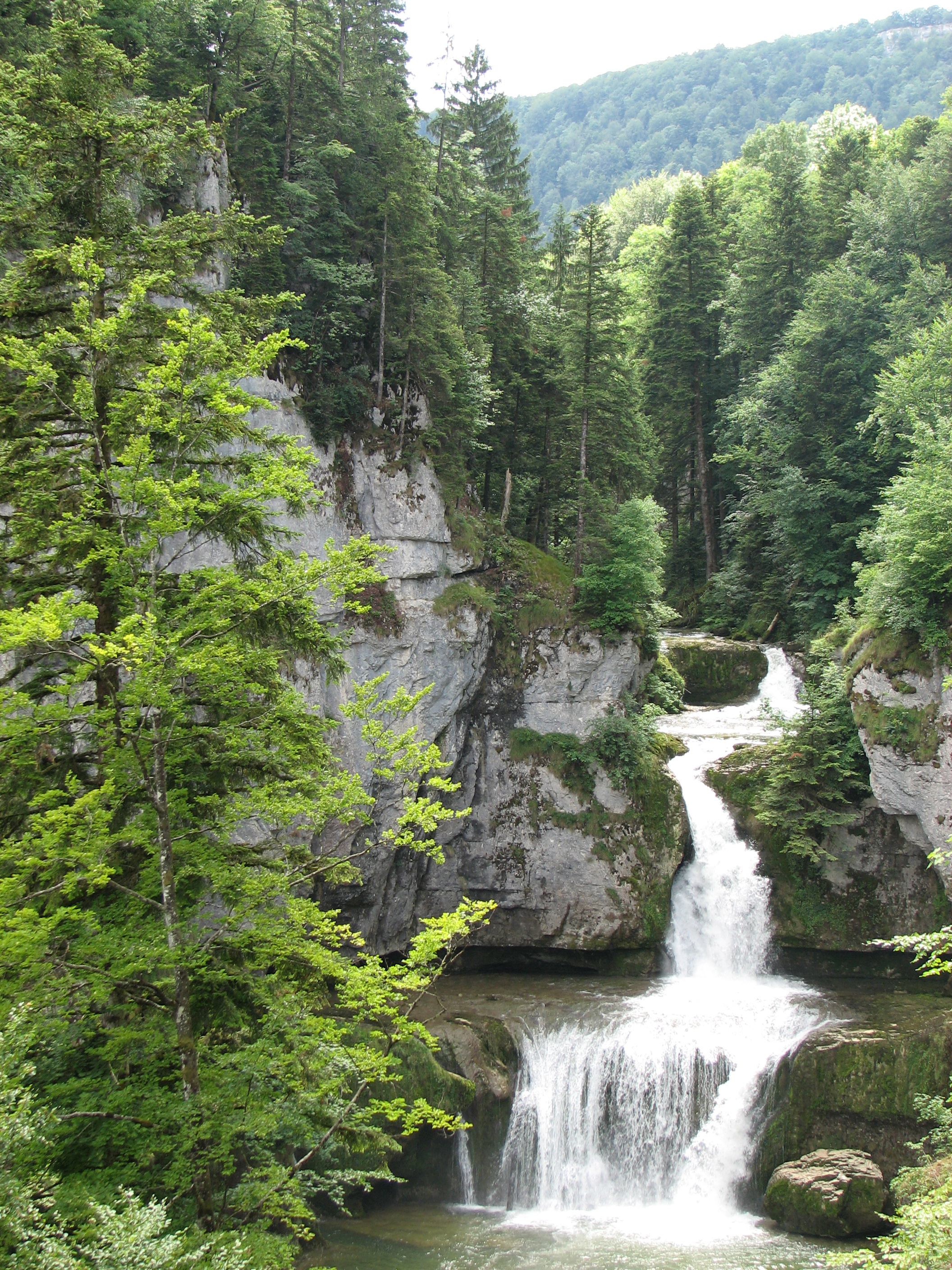
La Lemme à la cascade de La Billaude.

- Laignes (Seine)
- Laize (Orne)
- Landion (Aube)
- Langladure (Maulde)
- Lanterne (Saône)
- Largue (Durance)
- Largue (Ill)
- Lary (Isle)
- Lathan (Authion)
- Lauch (Ill)
- Launette (Nonette)
- Lavaldenan (Touloubre)
- Lawe (Lys)
- Layon (Loire)
- Lède (Lot)
- Léez ou Gros-Léez (Adour)
- Leff (Trieux)
- Lemboulas (Tarn)
- Lembron (Rouvre)
- Lemme (Saine)
- Lendou (Barguelonnette)
- Lère (Aveyron)
- Leysse (Lac du Bourget)
- Lez (Rhône)
- Lez (Salat)
- Lézarde (Seine)
- Lèze (Ariège)
- Liamou (Rance)
- Lidoire (Dordogne)
- Lié (Oust)
- Liège (Diège)
- Lièpvrette (Giessen)
- Ligne (Ardèche)
- Lignon (Ardèche)
- Lignon du Forez (Loire)
- Lignon du Velay (Loire)
- Linon (Rance)
- Lison (Loue)
- Livenne (Gironde)
- Lizaine (Allaine)
- Lizonne ou Nizonne (Dronne)
- Loing (Seine)
- Loir (Sarthe)
- Loiret  (Loire)
- Loison (Chiers)
- Lot (Garonne)
- Loue (Doubs)
- Loue (Isle)
- Louge (Garonne)
- Louts (Adour)
- Loyre (Corrèze)
- Loyre (Vézère)
- Lozon (Taute)
- Lumansonesque (Tarn)
- Lunain (Loing)
- Luy (Adour)
- Luy de Béarn (Luy)
- Luy de France (Luy)
- Luynes (Arc)
- Luzège (Dordogne)
- Lys (Escaut)

### M

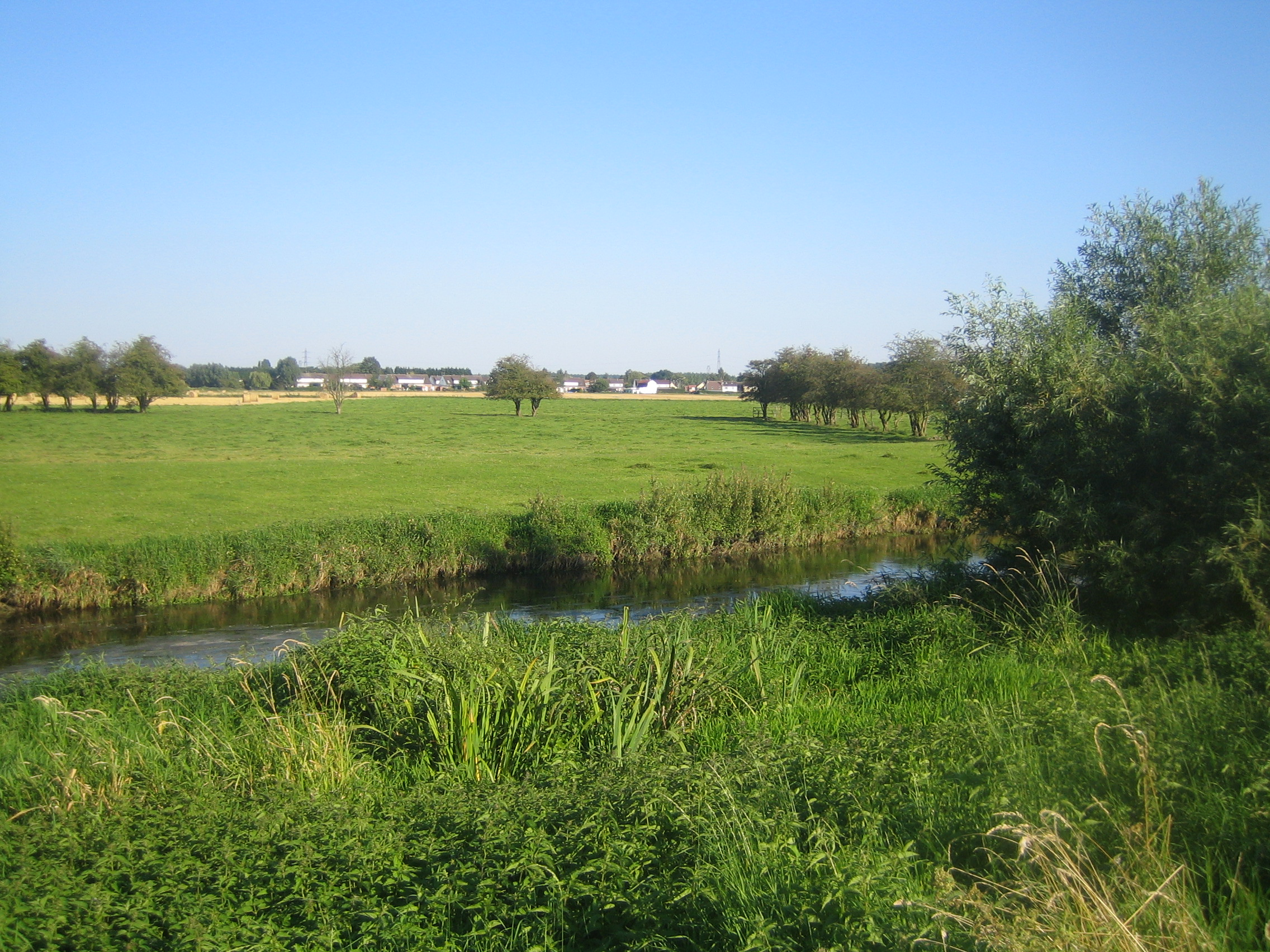
La Marque à Villeneuve-d'Ascq.

- Madine (Rupt de Mad)
- Madon (Moselle)
- Maine (Loire)
- Maine (Sèvre Nantaise)
- Malsanne (Bonne)
- Maltorne (Eure)
- Mamoul (Dordogne)
- Marmande (Cher)
- Marne (Seine)
- Maronne (Dordogne)
- Marque (Deûle)
- Mars (Sumène)
- Matz (Oise)
- Maulde (Vienne)
- Mauldre (Seine)
- Maumont (Corrèze)
- Mayenne (Maine)
- Menoge (Arve)
- Méouzette (Chavanon)
- Merdereau (Sarthe)
- Merderet (Douve)
- Mère (Vendée)
- Meu (Vilaine)
- Meurthe (Moselle)
- Midouze (Adour)
- Miette (Aisne)
- Mimente (Tarnon)
- Minette (Couesnon)
- Moder (Rhin)
- Moine (Sèvre Nantaise)
- Moivre (Marne)
- Montane (Saint-Bonnette)
- Morbras (Marne)
- Morée (Croult)
- Morge (Allier)
- Morge (Isère)
- Mortagne (Meurthe)
- Morthe (Saône)
- Moselle (Rhin)
- Moselotte (Moselle)
- Mouzon (Meuse)

### N

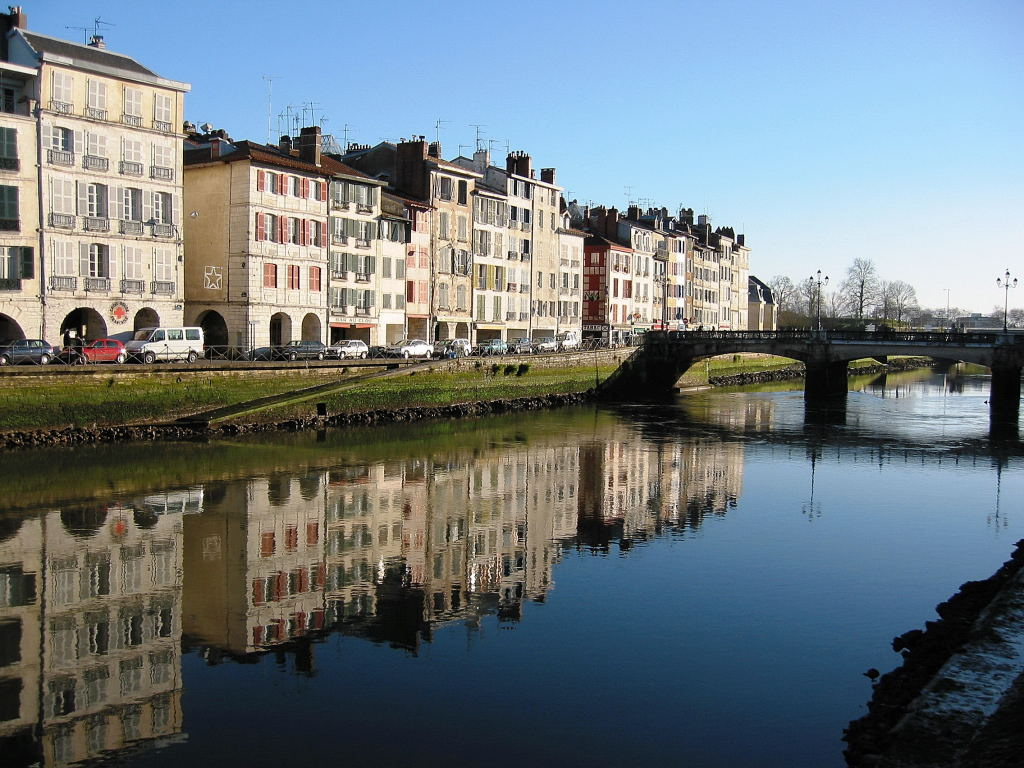
La Nive à Bayonne.

- Naïc (Ellé)
- Nartuby (Argens)
- Naute (Creuse)
- Nauze (Dordogne)
- Nave (Clarence)
- Né (Charente)
- Négron (Vienne)
- Nère (Louge)
- Nesque (Sorgue)
- Neste (Garonne)
- Niche (Moselle)
- Nied (Sarre)
- Nied allemande (Nied)
- Nièvre (Loire)
- Nièvre (Somme)
- Ninian (Oust)
- Nive (Adour)
- Nizerand (Saône)
- Nohain (Loire)
- Noireau (Orne)
- Noirieu (Oise)
- Nonette (Oise)
- Noue (Garonne)
- Nouère (Charente)

### O

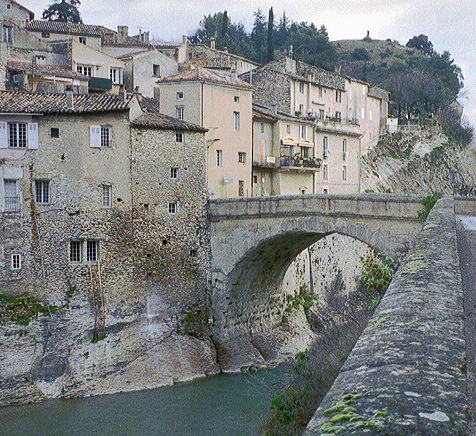
Pont sur l'Ouvèze à Vaison-la-Romaine.

- Odon (Orne)
- Œil (Aumance)
- Ognon (lac de Grand-Lieu)
- Ognon (Saône)
- Oignin (Ain)
- Oir (Sélune)
- Oise (Seine)
- Oison (Seine)
- Orain (Doubs)
- Orbiel (Aude)
- Orbieu (Aude)
- Orge (Seine)
- Oriège (Ariège)
- Orillon (Ardre)
- Ornain (Saulx)
- Orne (Moselle)
- Orne champenoise (Sarthe)
- Orne saosnoise (Sarthe)
- Orthe (Sarthe)
- Osse (Gélise)
- Othain (Chiers)
- Ouanne (Loing)
- Ouche (Saône)
- Oudon (Mayenne)
- Ouette (Mayenne)
- Ougeotte (Saône)
- Ource (Seine)
- Ourcq (Marne)
- Ourse (Garonne)
- Oust (Vilaine)
- Ouvèze (Rhône affluent droit)
- Ouvèze (Rhône affluent gauche)
- Ouysse (Dordogne)
- Oyon (Aff)
- Ozanne (Loir)
- Oze (Brenne)
- Ozerain (Brenne)

### P

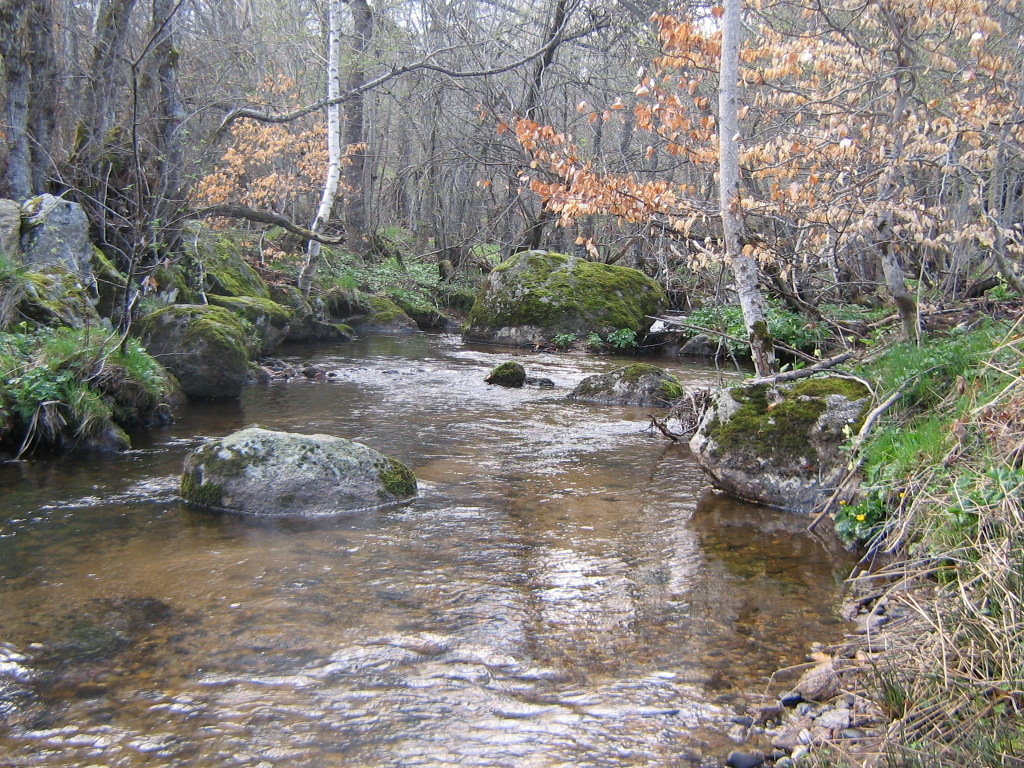
Le Piou vers le Mas de Muret.

- Panouille (Tialle)
- Petit Buëch (Buëch)
- Petit Lay (Lay)
- Petit Morin (Marne)
- Petit Rosne (Croult)
- Petite Baïse (Baïse)
- Petite Creuse (Creuse)
- Petite Rhue (Rhue)
- Petite Sauldre (Sauldre)
- Petite Thonaise (Théols)
- Piou (Colagne)
- Plaine (Meurthe)
- Py (Suippe)

### Q
- Queugne (Cher)

### R
- Rabodeau (Meurthe)
- Raddon (Breuchin)
- Raddon (Ognon)
- Rahin (Ognon)
- Rahun (Aff)
- Ramel (Loire)
- Rance (Tarn)
- Récourt (Meuse)
- Rémarde (Orge)
- Rère (Sauldre)
- Restonica (Tavignano)
- Retourne (Aisne)
- Réveillon (Yerres)
- Reverotte (Dessoubre)
- Reyssouze (Saône)
- Rhins ou Reins (Loire)
- Rhône (Huisne)
- Rhonelle (Escaut)
- Rhue (Dordogne)
- Rimarde (Essonne)
- Risle ou Rille (Seine)
- Roanne (Corrèze)
- Rôge (Lanterne)
- Rognon (Marne)
- Roguenette (Eure)
- Romaine (Saône)
- Romme (Loire)
- Rohan (Marle)
- Roizonne (Bonne)
- Romanche (Drac)

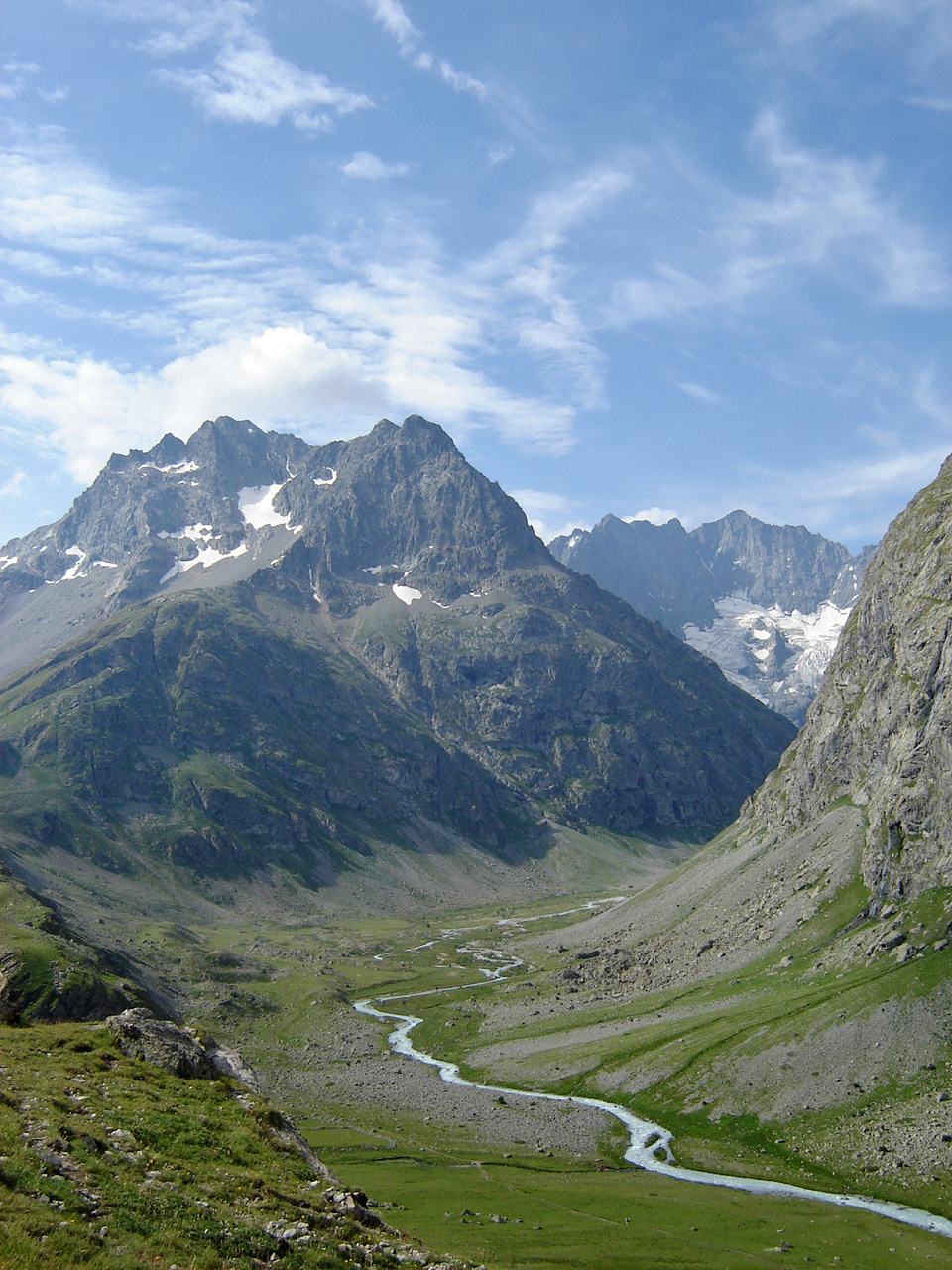
La Romanche dans le parc national des Écrins au pied du pic de Chamoissière.

- Roubion (canal de dérivation de Montélimar)
- Roule Crottes (Sarthe)
- Rouvre (Orne)
- Rozeille (Creuse)
- Ru de Gally (Mauldre)
- Ru du Canal (affluent de la Seine)
- Rupt de Mad (Moselle)

### S
- Saine (Ain)
- Saint-Bonnette (Corrèze)
- Saint-Niel (Blavet)

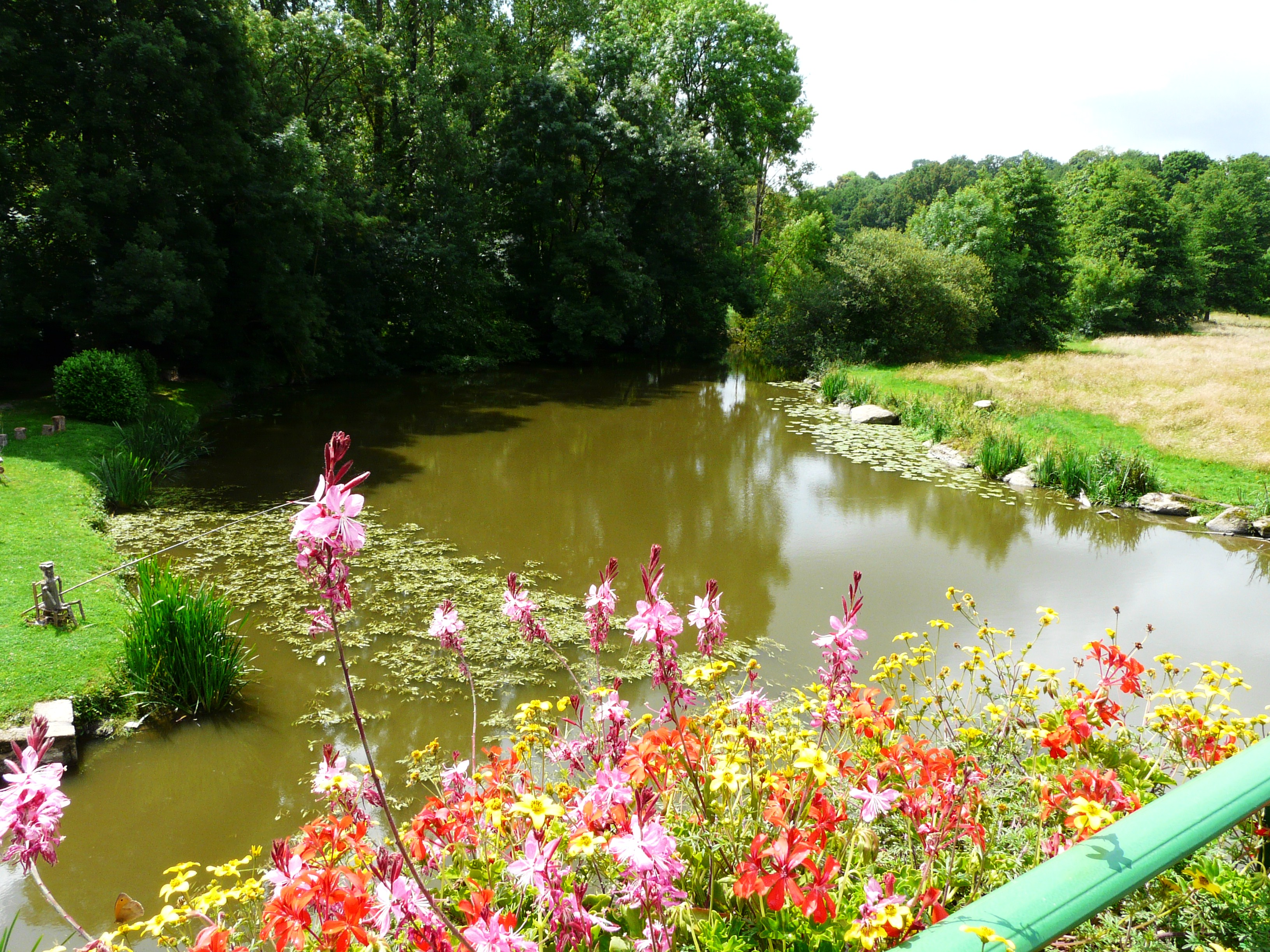
La Sèvre Nantaise à Mallièvre.

- Saison ou Gave de Mauléon (Gave d'Oloron)
- Salat (Garonne)
- Salindrenque (Gardon de Saint-Jean)
- Salleron (Anglin)
- Salon (Saône)
- Sambre (Meuse)
- Sâne Morte (Sâne Vive)
- Sâne Vive (Seille)
- Sânon (Meurthe)
- Santoire (Rhue)
- Saône (Rhône)
- Saônelle (Meuse)
- Sarrampion (Gimone)
- Sarre (Blavet)
- Sarre (Moselle)
- Sarthe (Maine)
- Sasse (Durance)
- Sauer (Rhin)
- Saulces (Aisne)
- Sauldre (Cher)
- Saulx (Marne)
- Sausseron (Oise)
- Sausset (Morée)
- Sauzay (Beuvron)
- Save (Garonne)
- Savoureuse (Allaine)
- Scardon (Somme)
- Scarpe (Escaut)
- Scey (Ognon)
- Scheer (Andlau)
- Scye (Douve)
- Sédelle (Creuse)
- Sègre (Èbre)
- Seiche (Vilaine)
- Seille (Moselle)
- Seille (Saône)
- Selle (Escaut)
- Selle (Somme)
- Selves (Truyère)
- Semène (Loire)
- Semine (Valserine)
- Semme (Gartempe)
- Semnon (Vilaine)
- Semois ou Semoy (Meuse)
- Semouse (Lanterne)
- Senouire (Allier)
- Séoune (Garonne)
- Serein (Yonne)
- Serre (Oise)
- Sesserant (Cusancin)
- Seugne (Charente)
- Sévenne (Rhône)
- Séveraisse (Drac)
- Sèves (Douve)
- Sèvre Nantaise (Loire)
- Sevron (Solnan)
- Siguer (Vicdessos)
- Siniq (Bromme)
- Sioule (Allier)
- Smagne (Lay)
- Solnan (Seille)
- Solre (Sambre)
- Somme-Soude (Marne)
- Sor (Agout)
- Sorgue (Ouvèze)
- Sormonne (Meuse)
- Sorne (Vallière)
- Sornin (Loire)
- Sou de Laroque (Orbieu)
- Sou de Val de Daigne (Aude)
- Souche (Serre)
- Souchon (Sâne Vive)
- Soudaine (Vézère)
- Souleuvre (Vire)
- Soulles (Sienne)
- Souloise (Drac)
- Soulzon (Cernon)
- Suippe (Aisne)
- Suize (Marne)
- Sumène (Dordogne)
- Sumène (Loire)
- Superbe (Aube)
- Suran (Ain)
- Surmelin (Marne)

## Cartographie du réseau hydrographique

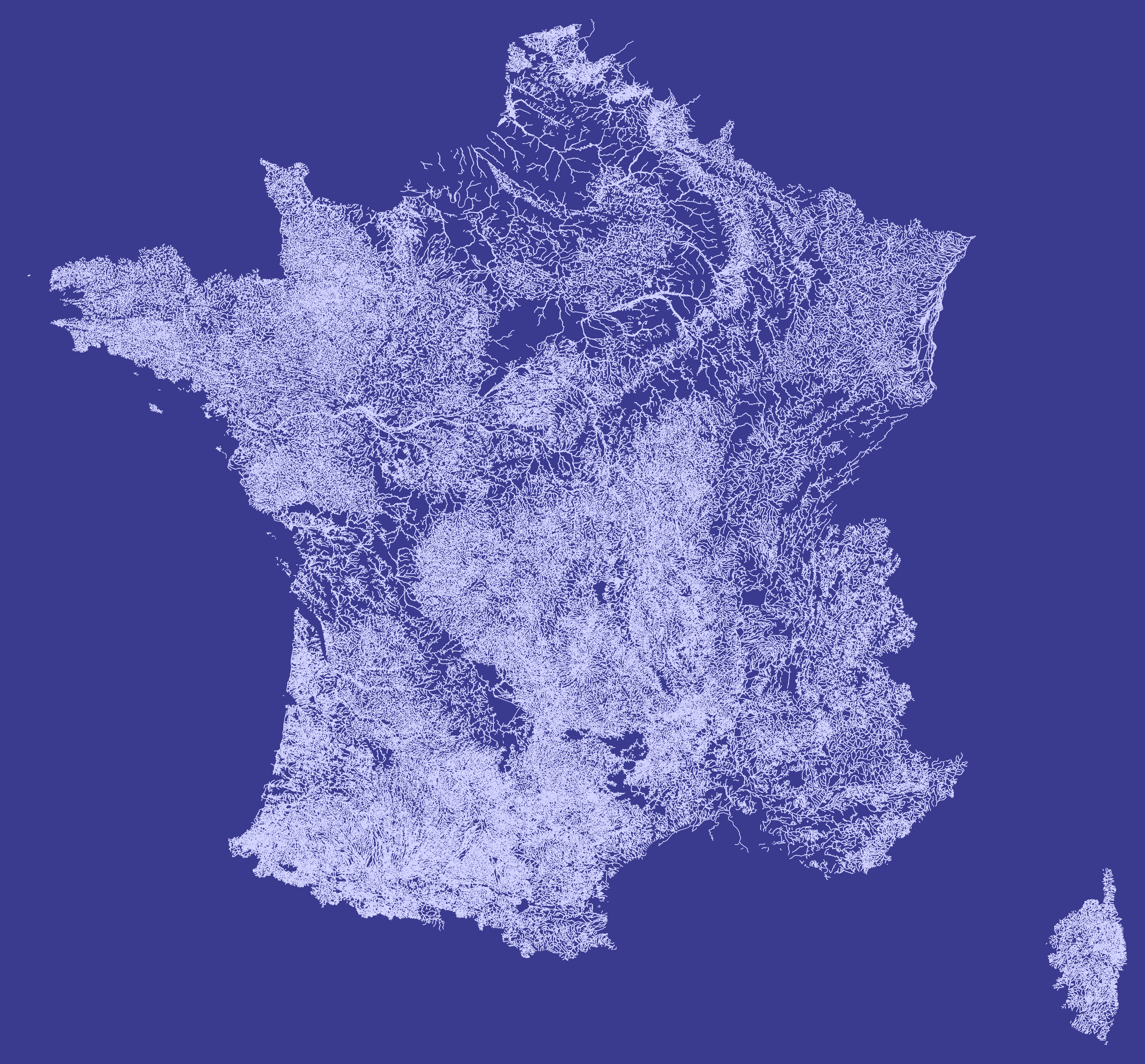
Carte de France du réseau hydrographique.

### T

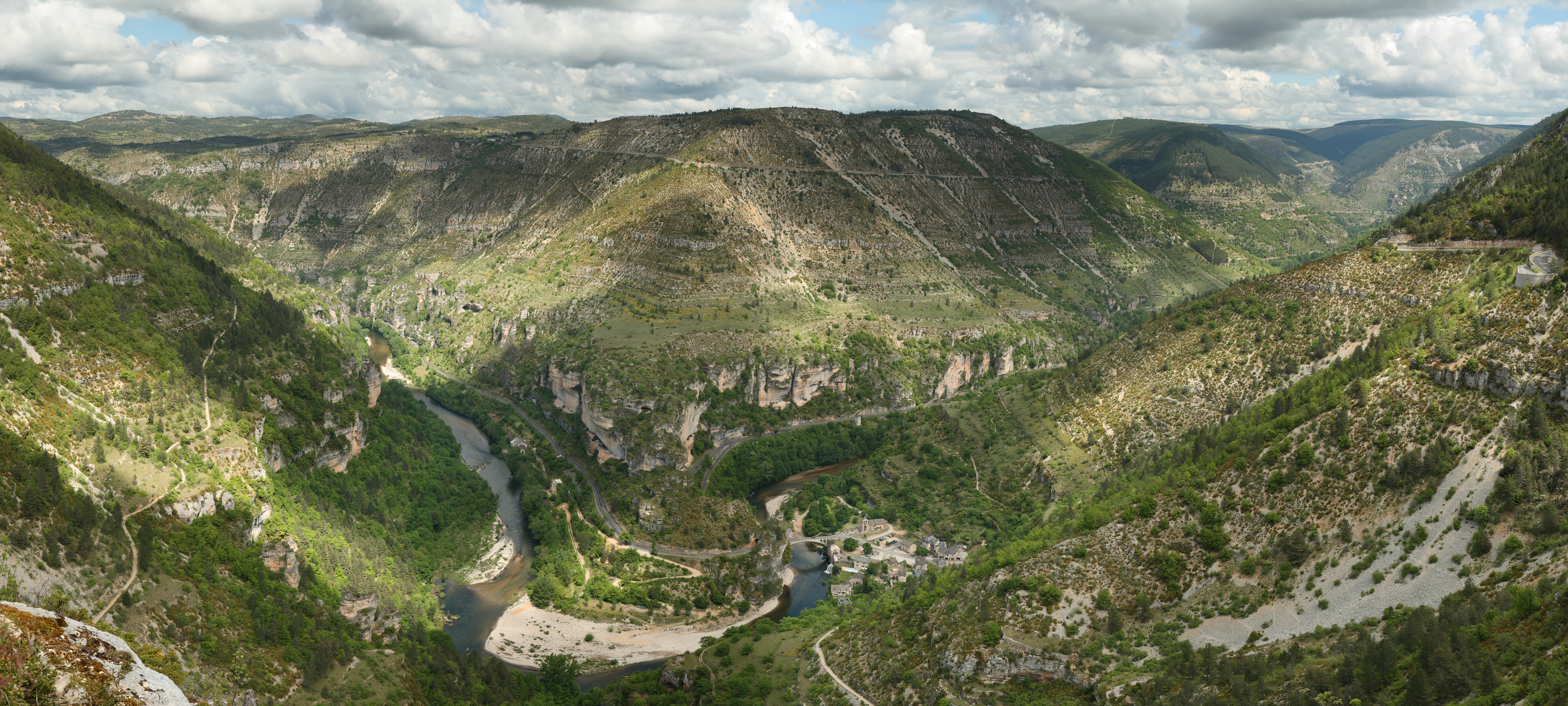
Les gorges du Tarn (Lozère).

- Tardes (Cher)
- Tardoire (Bonnieure)
- Tarentaine (Rhue)
- Tarn (Garonne)
- Tarnon (Tarn)
- Tarsy (Sambre)
- Tartuguié (Barguelonnette)
- Tarun (Ével)
- Taurion ou Thaurion (Vienne)
- Taute (Douve)
- Télhuet (Seine)
- Tenise (Saône)
- Tenu (Acheneau)
- Ternin (Arroux)
- Ternoise (Canche)
- Terrette (Taute)
- Thérain (Oise)
- Thérouanne (Marne)
- Thève (Oise)
- Thin (Sormonne)
- Thiou (Fier)
- Tholon (Yonne)
- Thon (Oise)
- Thonne (Chiers)
- Thoré (Agout)
- Thouanne (Orne)
- Thouaret (Thouet)
- Thouet (Loire)
- Thur (Ill)
- Tialle ou Étoile (Dordogne)
- Tille (Saône)
- Tinée (Var)
- Torse (Arc)
- Tortonne (Aure)
- Touch (Garonne)
- Tourbe (Aisne)
- Tourmente (Indrois)
- Tourtoulloux (Maulde)
- Touvre (Charente)
- Traire (Marne)
- Trévelo (Vilaine)
- Trézon (Moine)
- Triouzoune (Dordogne)
- Trois Doms (Avre)
- Tronçon (Couesnon)
- Trottebec[2] (Divette)
- Truyère (Lot)

### U

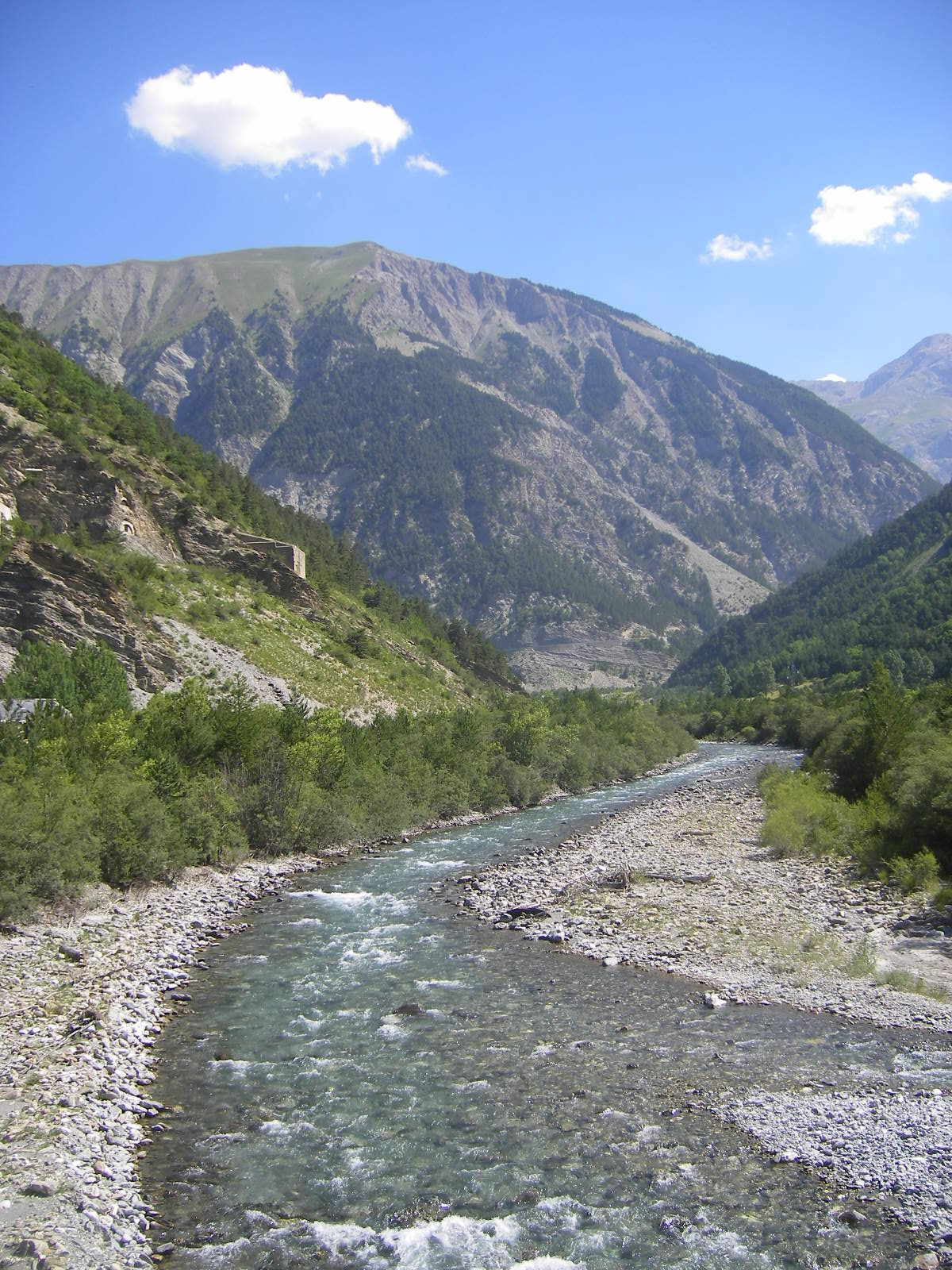
L'Ubaye entre La Condamine et Fort Tournoux.

- Ubaye (Durance)
- Ubayette (Ubaye)
- Udon (Orne)
- Ure (Orne)
- Les Usses (Rhône)

### V

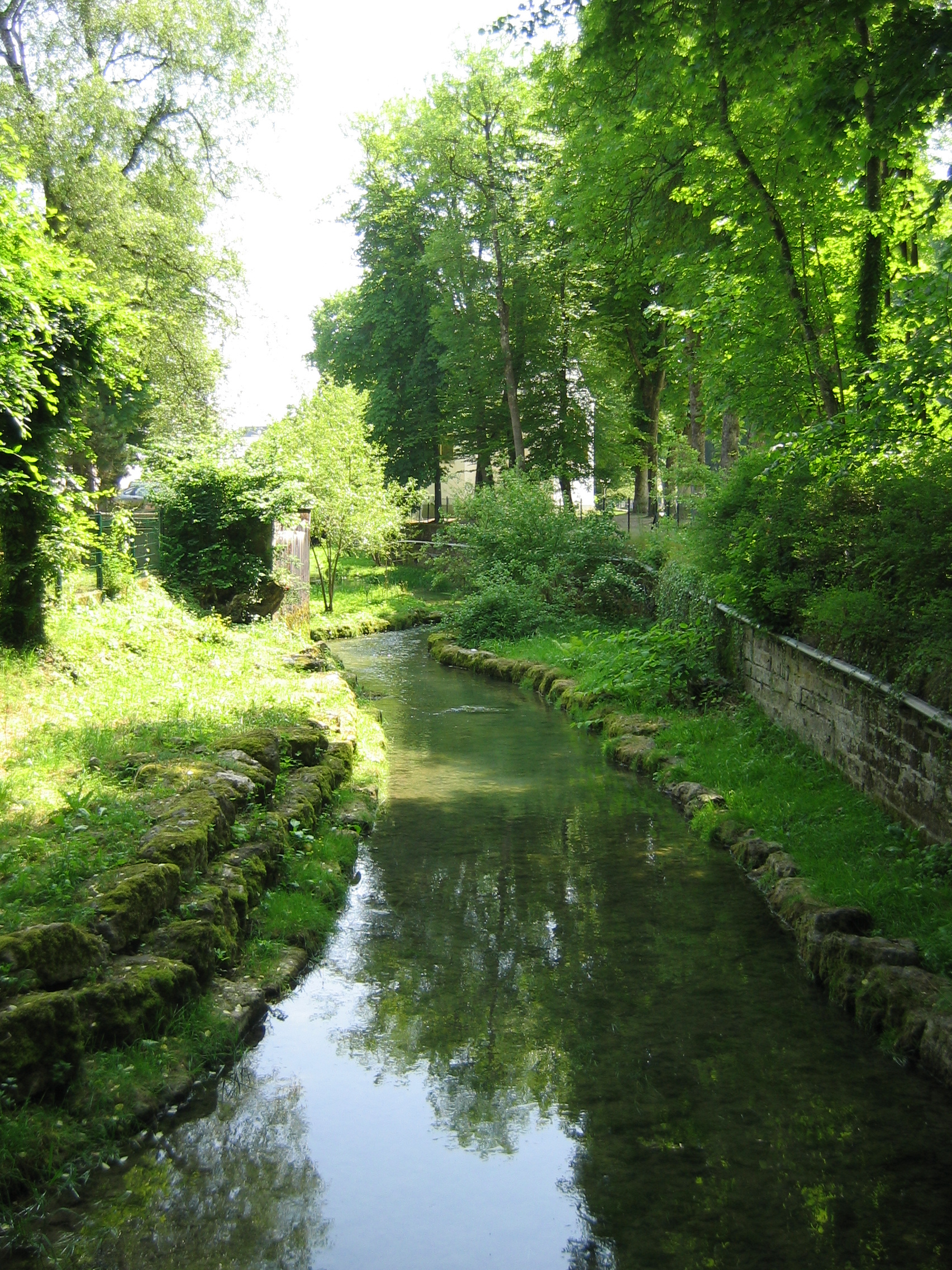
Le Vair dans le parc thermal de Contrexéville.

- Vaige (Sarthe)
- Vair (Meuse)
- Val du Breuil (Rouvre)
- Vallière (Solnan)
- Valloirette (Arc)
- Valouse (Ain)
- Valouse (Isle)
- Valserine (Rhône)
- Vanne (Yonne)
- Varenne (Mayenne)
- Vaucouleurs (Seine)
- Vaudelle (Sarthe)
- Vauvise (Loire)
- Vauvre (Indre)
- Vaux (Aisne)
- Vauxonne (Saône)
- Vèbre (Agout)
- Vecchio (Tavignano)
- Vègre (Sarthe)
- Vence (Meuse)
- Vendée (Sèvre Niortaise)
- Véore (Rhône)
- Verdon (Durance)
- Verdouble (Agly)
- Vère (Aveyron)
- Vère (Noireau)
- Vernaison (Bourne)
- Verse (Oise)
- Vert (Gave d'Oloron)
- Vert (Lot)
- Verzée (Oudon)
- Vesgre (Eure)
- Vesle (Aisne)
- Vésubie (Var)
- Veuve (Loir)
- Veyle (Saône)
- Veynon (Aron)
- Vézère (Dordogne)
- Vezouze (Meurthe)
- Vianon (Luzège)
- Viaur (Aveyron)
- Vicdessos (Ariège)
- Vicoin (Mayenne)
- Vie (Dives)
- Vieille Mer (Seine)
- Vienne (Loire)
- Vière (Chée)
- Vimbelle (Corrèze)
- Vimeuse (Bresle)
- Vincou (Gartempe)
- Vingeanne (Saône)
- Viosne (Oise)
- Vioulou (Viaur)
- Virène (Vire)
- Virenque (Vis)
- Vis (Hérault)
- Vistre (canal du Rhône à Sète)
- Voire (Aube)
- Voise (Eure)
- Volane  (Ardèche)
- Vologne (Moselle)
- Vonne (Clain)
- Voueize (Tardes)
- Vouge (Saône)
- Voulzie (Seine)
- Vouraie (Petit Lay)
- Vrin (Yonne)

### W

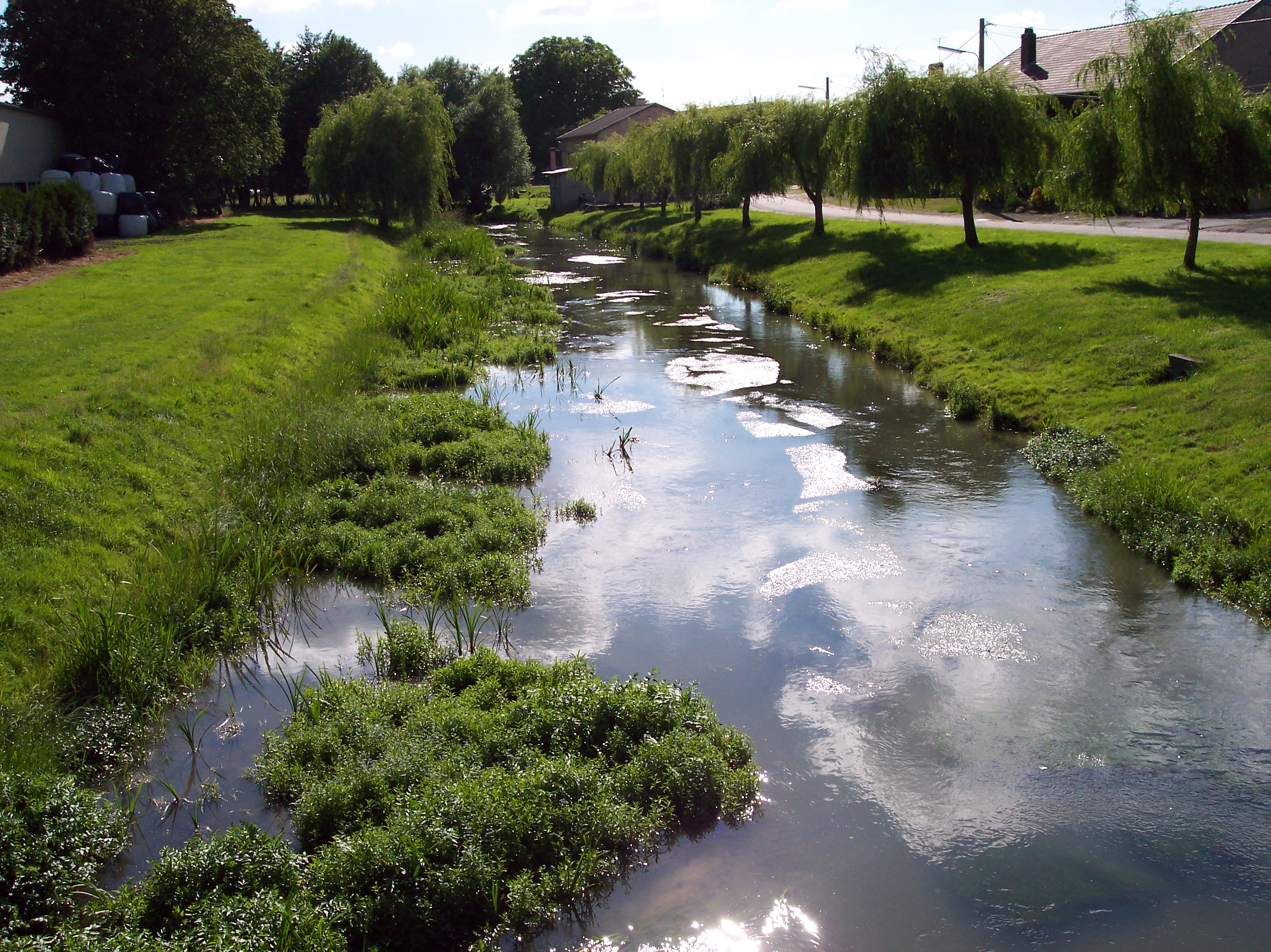
La Wiseppe dans le village de Wiseppe.

- Wartoise (Gland)
- Weiss (Fecht)
- Wiseppe (Meuse)
- Woigot (Orne)

### Y

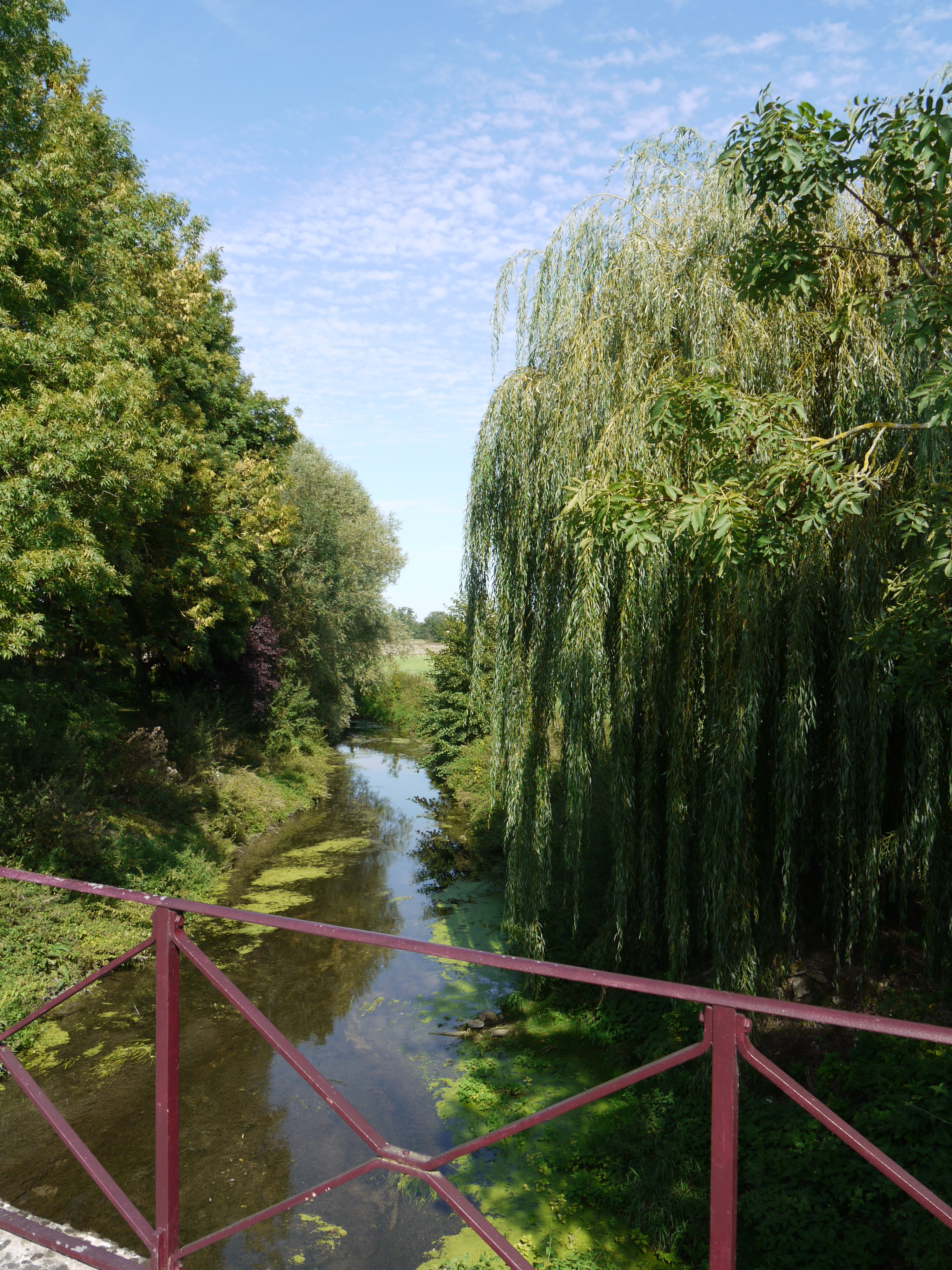
L'Yerres à Bernay-Vilbert.

- Yerre (Loir)
- Yerres (Seine)
- Yèvre (Cher)
- Yèvre (Auve)
- Yon (Lay)
- Yonne (Seine)
- Yron (Orne)
- Ysieux (Oise)
- Yvel (Ninian)
- Yvette (Orge)
- Yzeron (Rhône)

### Z

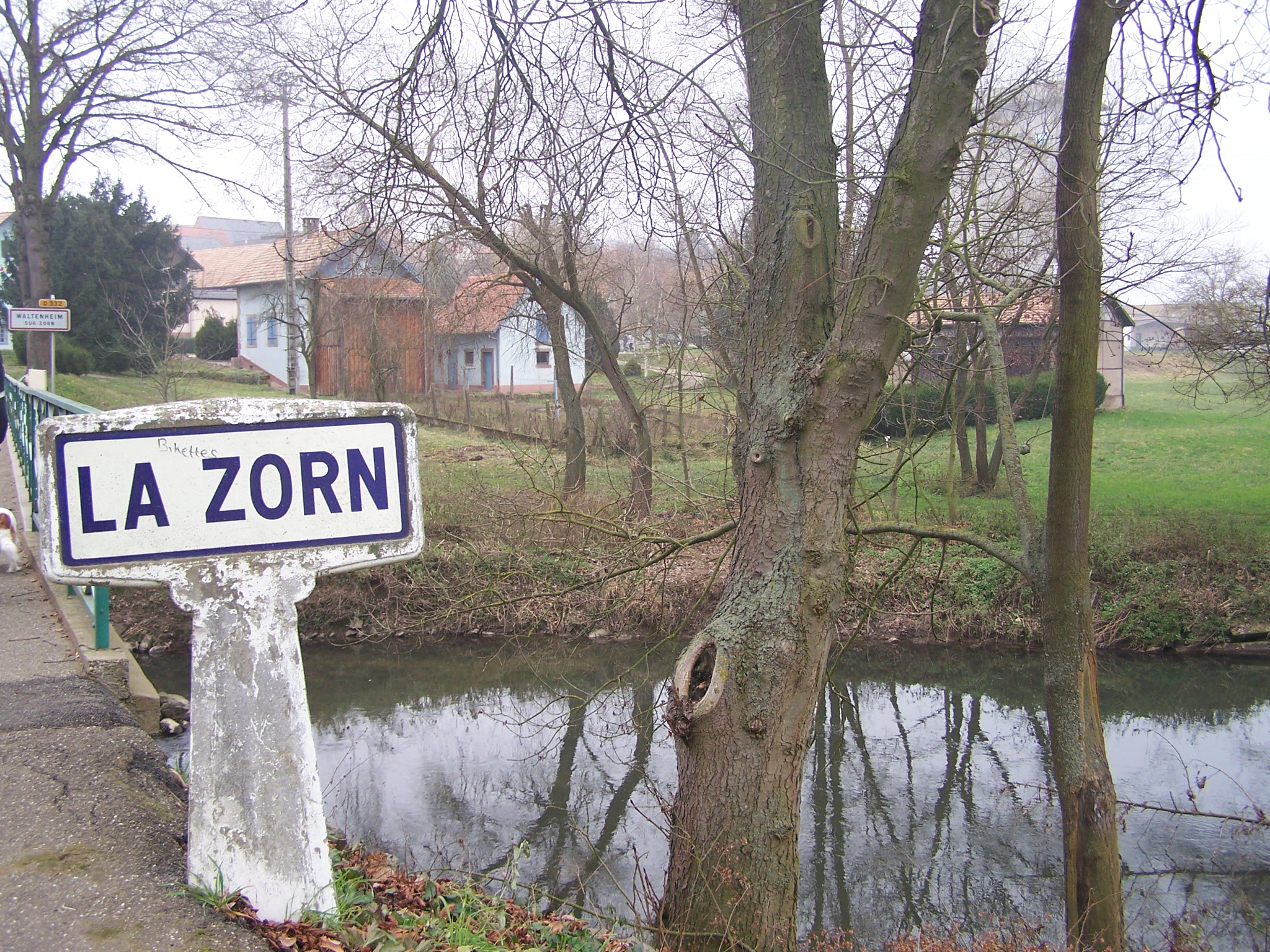
La Zorn à Waltenheim-sur-Zorn.

- Zinsel du Nord (Moder)
- Zinsel du Sud (Zorn)
- Zorn (Moder)